# Kunstgewerbemuseum
Muzeum Rzemiosła Artystycznego (niem. Kunstgewerbemuseum) – jedno z ważniejszych muzeów sztuki w stolicy Niemiec, Berlinie. Powołane w 1868 roku muzeum stanowi część Berlińskich Muzeów Państwowych pod opieką Fundacji Pruskiego Dziedzictwa Kultury, gromadzi dzieła rzemiosł artystycznych od wczesnego średniowiecza po współczesność. 
Muzeum wielokrotnie zmieniało swoją lokalizację; obecnie ma dwie siedziby. Pierwsza z nich znajduje się w historycznym zamku Köpenick, druga położona jest na terenie nowoczesnego centrum kultury znanego jako Kulturforum nieopodal placu Poczdamskiego w obrębie dzielnicy Tiergarten.

## Dzieje

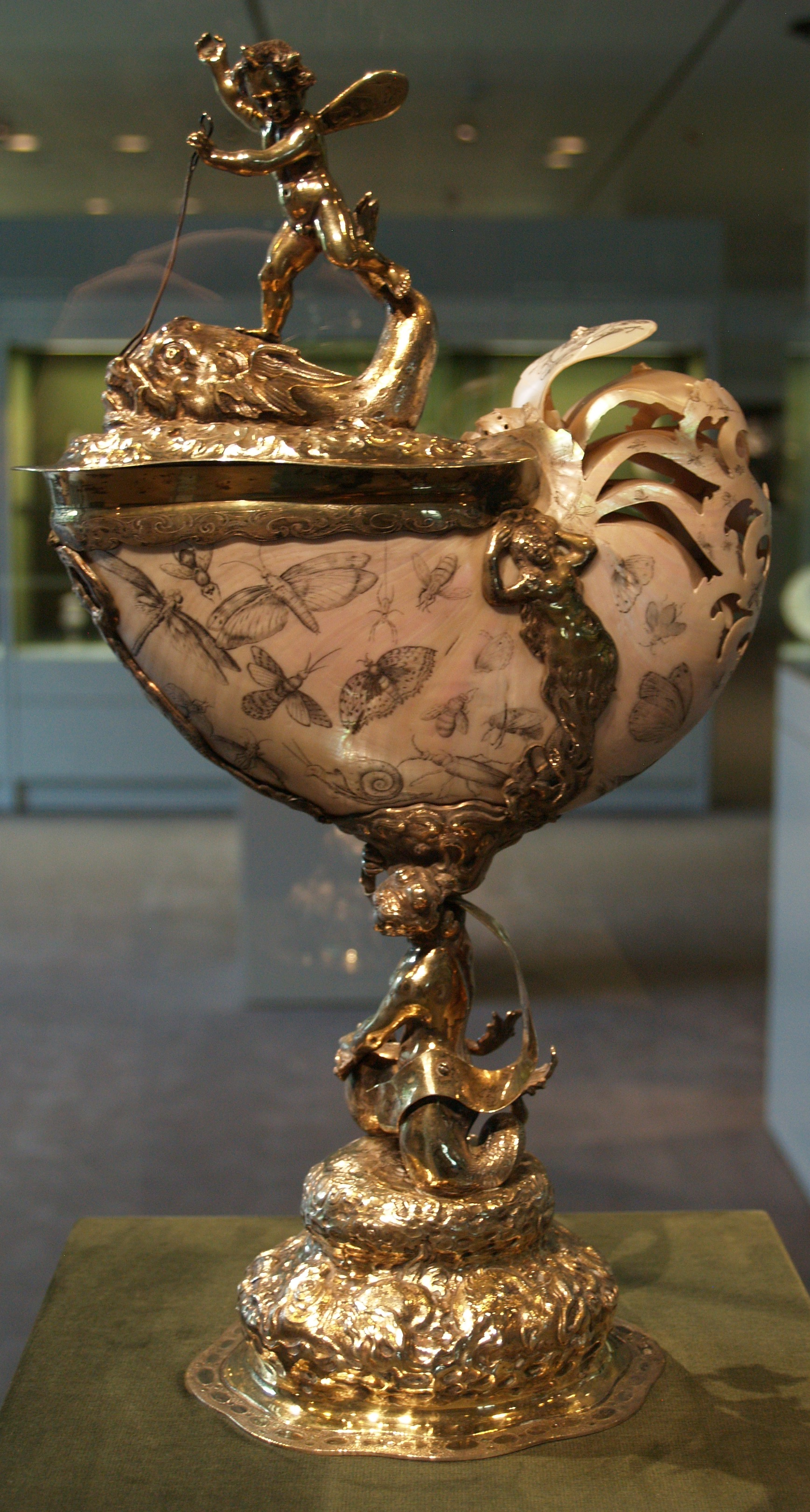
Puchar nautilus z herbem opata Aleksandra Kęsowskiego autorstwa Andreasa I Mackensena, 1643-1667, Muzeum Rzemiosła Artystycznego w Berlinie

Berlińskie Kunstgewerbemuseum jest najstarszą w Niemczech placówką przechowującą dzieła rzemiosła artystycznego. Powstało w 1868 roku jako Deutsches Gewerbe-Museum. Początkowo znalazły się tam eksponaty wystawione rok wcześniej na Wystawie Światowej w Paryżu. Misją muzeum było wówczas nie tylko prezentowanie zbiorów rzemiosła, lecz także nauczanie i wychowanie osób trudniących się rozmaitymi rzemiosłami, a także kiełkującym wówczas wzornictwem przemysłowym. Dla spełniania naukowo-szkoleniowej misji z inicjatywy niemieckiego Stowarzyszenia Niemieckich Rzemieślników Berlina powołano również w 1868 roku Unterrichtsanstalt des Kunstgewerbemuseums Berlin. Do 1921 roku szkoła i muzeum niezależnie od zmian lokalizacji stanowiły zintegrowany organizm. Obecna nazwa Kunstgewerbemuseum funkcjonuje od 1879 roku. Lata 1874-1875 były przełomowe dla dziejów zbiorów Kunstgwerbemuseum ze względu na spektakularne nabytki. Do najważniejszych należał monumentalny zespół sreber, pierwotnie stanowiący dobra Rady Miejskiej w Lüneburgu. Władze pruskie ofiarowały aż 7 tysięcy dzieł pochodzących z kolekcji Hohenzollernów, których większość była zgromadzona w królewskiej Kunstkammer. W 1881 roku nową siedzibą muzeum został Martin-Gropius-Bau. Dokonano tu uporządkowania zbiorów; podzielono na szereg kategorii wyszczególniających techniki rzemiosł oraz chronologię. W tym samym budynku znalazł się tymczasowo Skarb Priama znaleziony podczas prac archeologicznych w Grecji prowadzonych przez Heinricha Schliemanna. W 1921 roku muzeum przeniesiono do zamku berlińskiego, gdzie dokonano połączenia Kunstgewebemuseum z umiejscowionym w zamku Schlossmuseum. Podczas II wojny światowej pomimo ewakuacji zbiorów znaczna część uległa zniszczeniu lub zaginęła. W ramach podziału Berlina i Niemiec podzielono zachowane zabytki. W 1963 roku dla zbiorów pozostałych w Berlinie Wschodnim udostępniono zamek w Köpenick. Część zachowana w Berlinie Zachodnim trafiła do pałacu Charlottenburg. W 1985 roku rozpoczęto budowę nowej placówki przy Kulturforum. Gmach zaprojektował Rolf Gutbrod.

## Zbiory
Mimo wojennych uszczerbków Kunstgewerbemuseum w Berlinie posiada jedną z największych na świecie kolekcji dzieł rzemiosła artystycznego. Zarówno sztukę dawną jak współczesną reprezentują dzieła o szerokim spektrum w zakresie technik. Największą część kolekcji stanowią dzieła metaloplastyki (złotnictwa, ludwisarstwa, konwisarstwa), wyroby ze szkła, emalii, kości słoniowej, ceramiki, porcelany, nadto liczny zespół mebli oraz wyposażenia pokojów. Zakres zbiorów sztuki tekstylnej obejmuje nie tylko tapiserie lecz także bogaty zbiór kostiumów. Prezentowane są tu również dawne i współczesne dzieła codziennego użytku. 

### Skarbiec Świętego Dionizego
Skarbiec Świętego Dionizego tworzy zespół średniowiecznych dzieł metaloplastyki pochodzących z opactwa Świętego Dionizego w Enger. Po skasowaniu klasztoru trafiły do kościoła Świętego Jana w pobliskim Herford, stamtąd zaś drogą zakupu do ówczesnego Gewerbe Museum w stolicy Niemiec. Zespół tworzy kilkanaście dzieł, jednakże reprezentują one niemal wszystkie nurty sztuki średniowiecznej. Z czasów karolińskich pochodzi relikwiarz w typie sakwowym z VIII w. Okres przedromański egzemplifikuje krzyż w typie crux gemmata z przełomu X/XI wieku, zaś romański – srebrny relikwiarz z wielkim kryształem górskim na wierzchu, srebrna oprawa ewangelistarza oraz brązowa akwamanila. Gotyk reprezentują XIV-wieczna srebrna brosza z przedstawieniem Matki Bożej z Dzieciątkiem i św. Anną Samotrzeć oraz z następnego stulecia dwie okrągłe pokrywy relikwiarzy. 

Pursa relikwiarzowa, VIII w. info
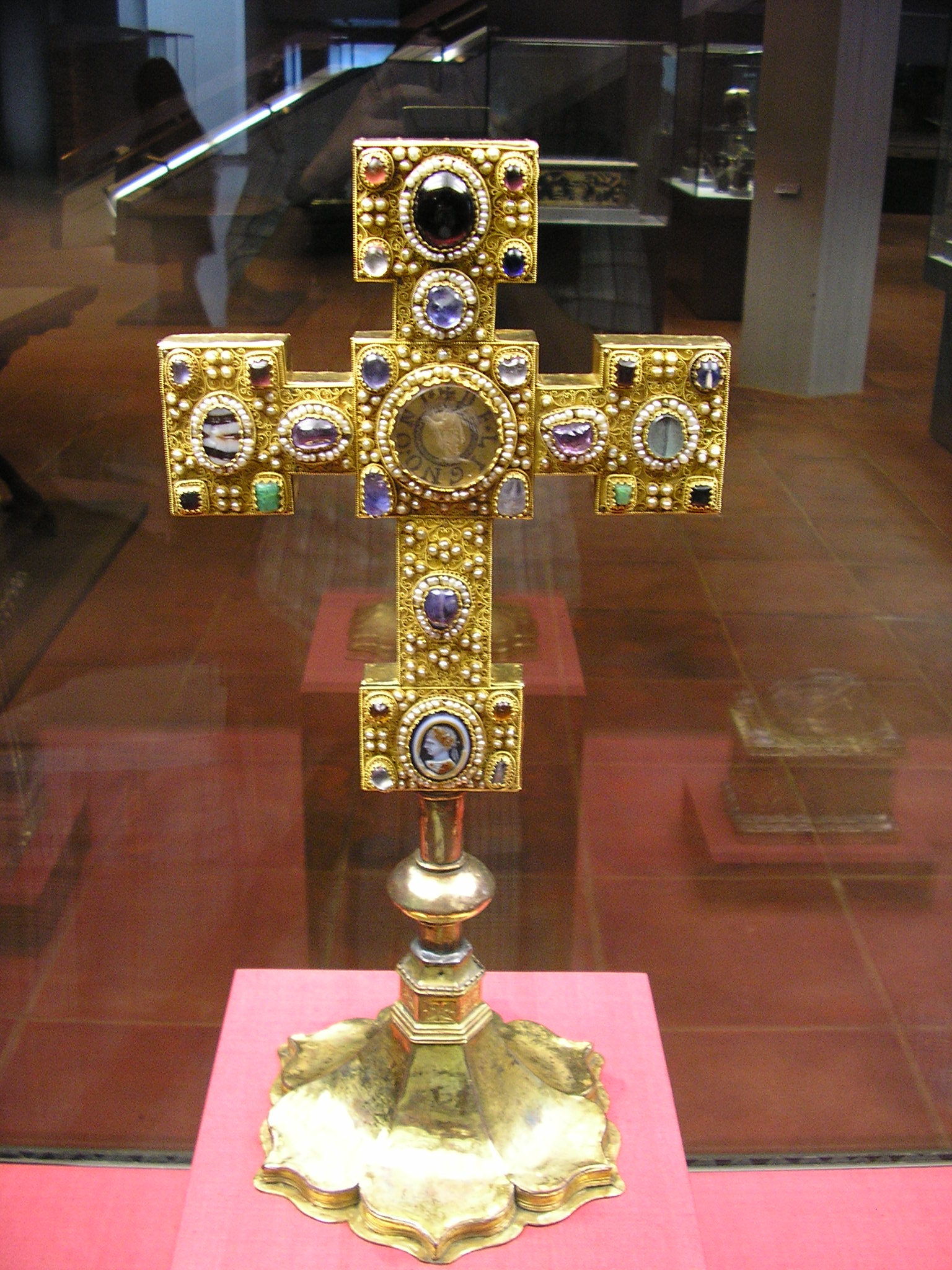
Krzyż relikwiarzowy, XI w. info
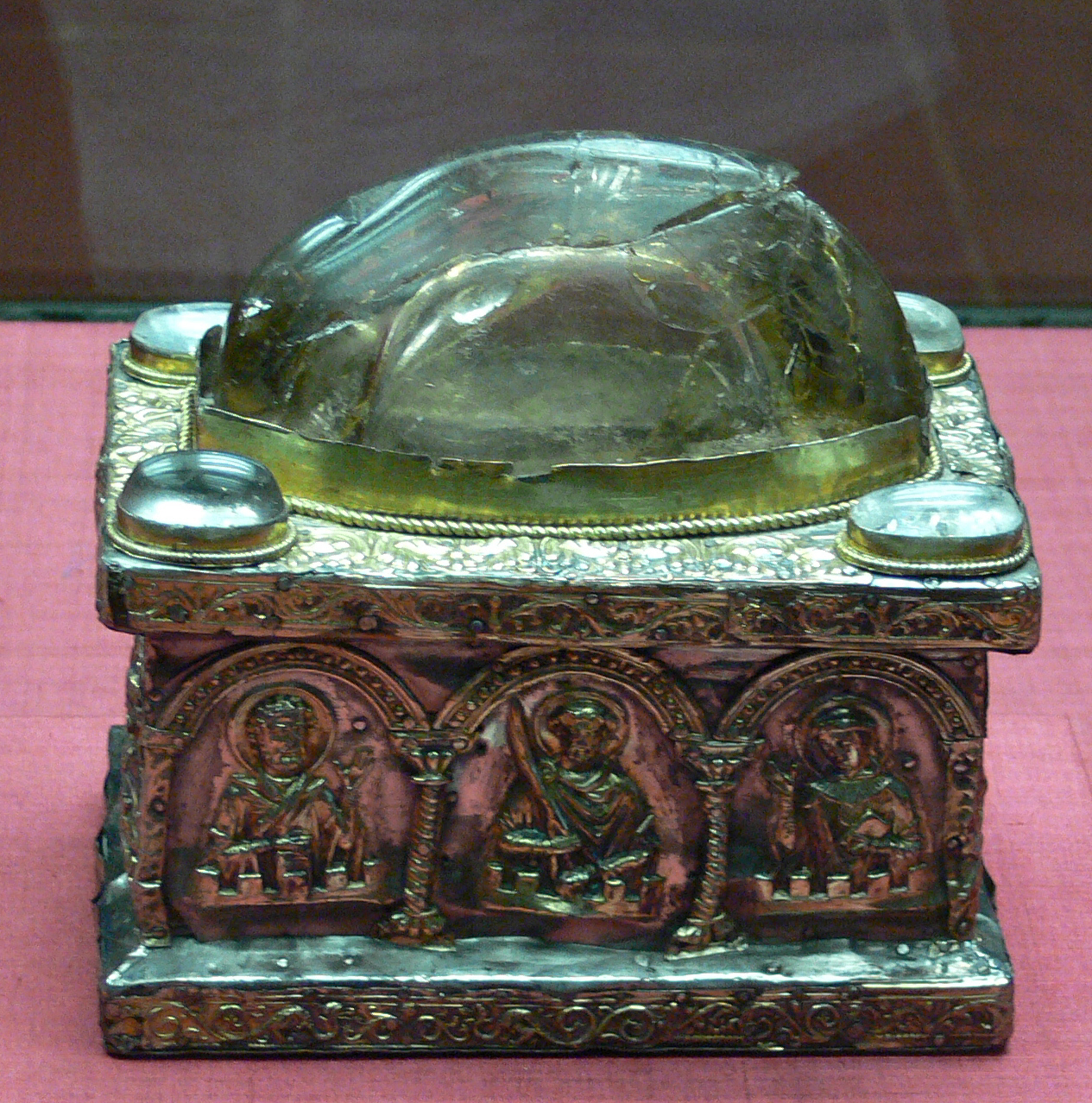
Relikwiarz z kryształem górskim, ok. 1220 r.
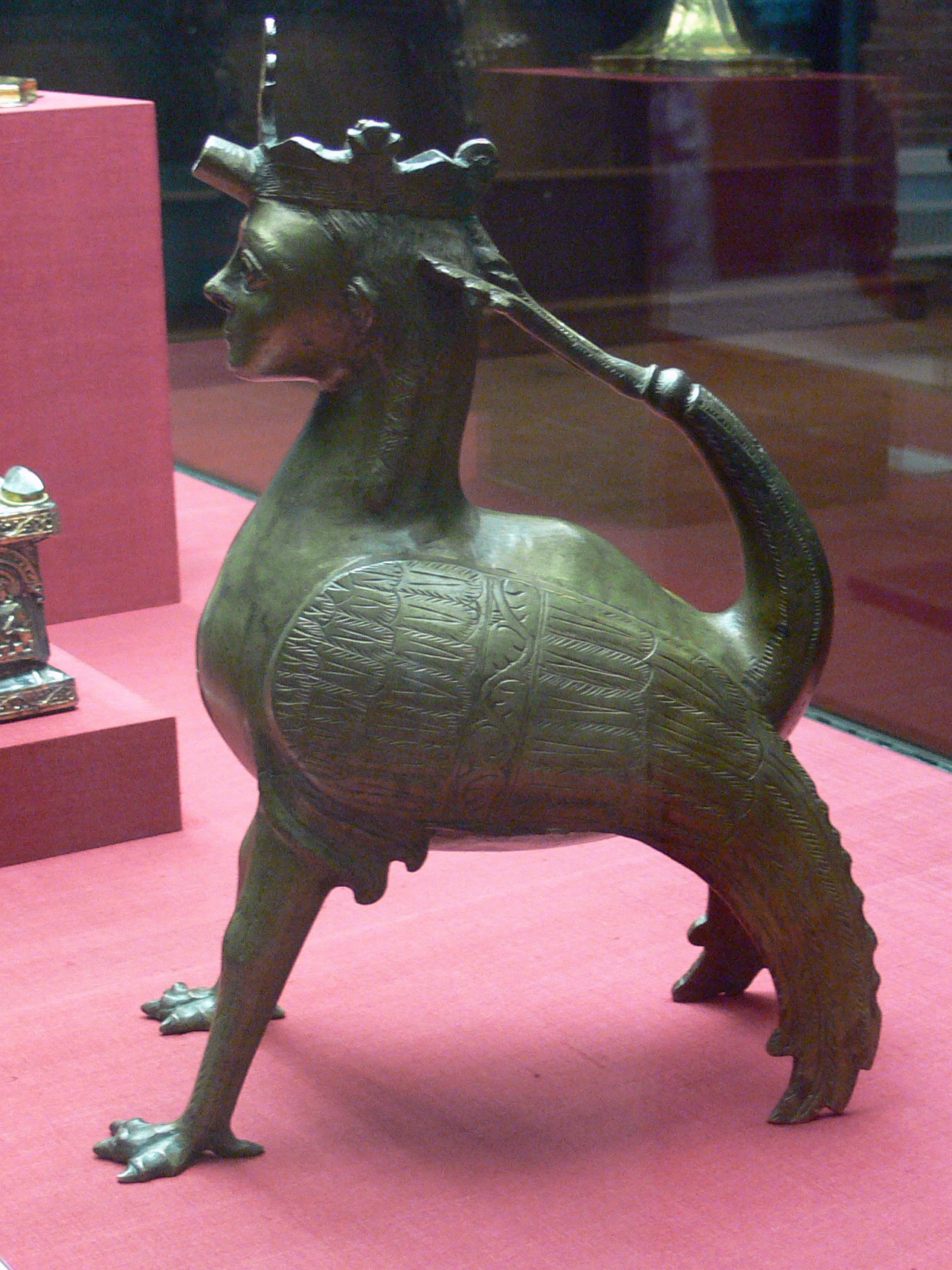
Akwamanile, ok. 1230 r. info

### Skarbiec katedry w Bazylei
Skarbiec katedralny w Bazylei należał do największych zbiorów średniowiecznych dzieł złotniczych. W 1833 roku w pokłosiu konfliktu pomiędzy półkantonami Basel-Stadt i Basel-Landschaft skarbiec został podzielony między zwaśnione strony i następnie rozsprzedany. Dzieła trafiły do największych zbiorów muzealnych. Kilka dzieł trafiło do książąt pruskich, a w konsekwencji od 1917 r. do Kunstgewerbemuseum. Są to crux gemmata Henryka II datowany na ok. 1015 r., wczesnogotycka korona grobowa królowej Gertrudy (Anny) z 1288 r., późnogotycka monstrancja z wizerunkami św. Henryka i św. Kunegundy oraz ostensorium z wizerunkiem Agnus Dei z XV w. 

### Skarbiec Welfów
Wzniesiona z inicjatywy Liudolfa i Gertrudy Brunszwickiej z rodu Brunonów, a następnie zbudowana na nowo przez księcia Henryka Lwa katedra w Brunszwiku posiadała niegdyś bogaty skarbiec, który wzbogacał się dzięki darom wspomnianych książąt i kolejnym władcom i notablom z dynastii Welfów. Po przejęciu katedry przez gminę protestancką skarbiec trafił do lokalnych książąt. Ich potomkowie byli właścicielami zbiorów aż do lat 20. XX stulecia, kiedy zostały one spieniężone z woli spadkobiercy Welfów, Ernesta Augusta III. Trafiły w ręce żydowskich kupców i następnie częściowo go rozsprzedano, w rezultacie niektóre zabytki trafiły do amerykańskich muzeów m.in. Cleveland Museum of Art, Art Institute of Chicago czy Nelson-Atkins Museum of Art. W 1935 r. z woli m.in. Hermanna Göringa nakazano zakupić skarb na rzecz Rzeszy. Istnieją jednak przesłanki, iż żydowscy właściciele zostali zmuszeni do sprzedaży zabytków znacznie poniżej ich wartości. Stało się to zarzewiem trwającego do dziś sporu o pozyskane do Berlina 42 dzieła, pośród nich romański krzyż Welfów z XI w., relikwiarz kopułowy z ok. 1175 r., ołtarzyk przenośny Eilbertusa z XI w., brachium św. Zygmunta z XII w., tablicę relikwiarzową (plenarium) księcia Ottona Łagodnego z ok. 1330 r. 

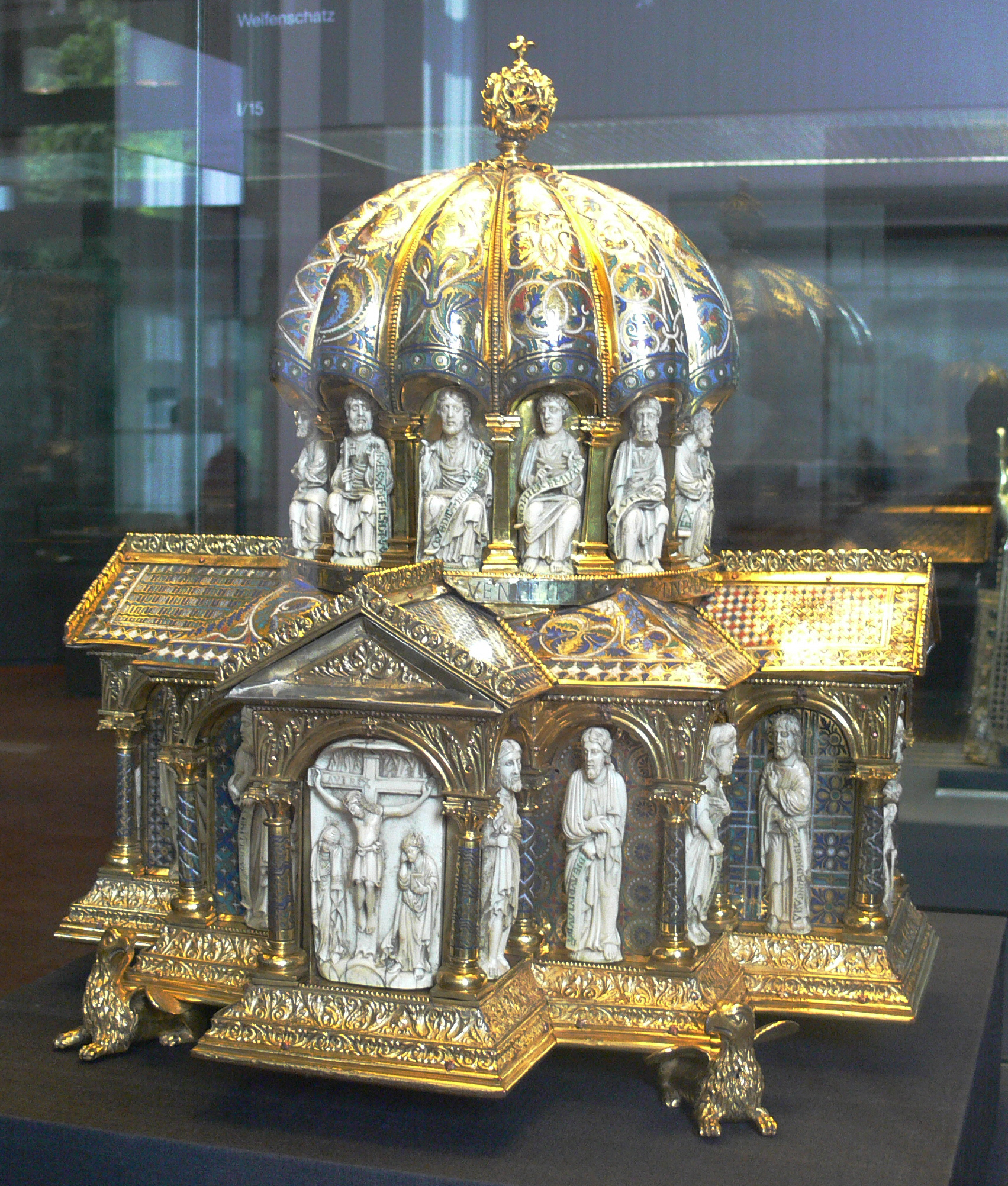
Relikwiarz tzw. kopułowy schyłek XII w. info
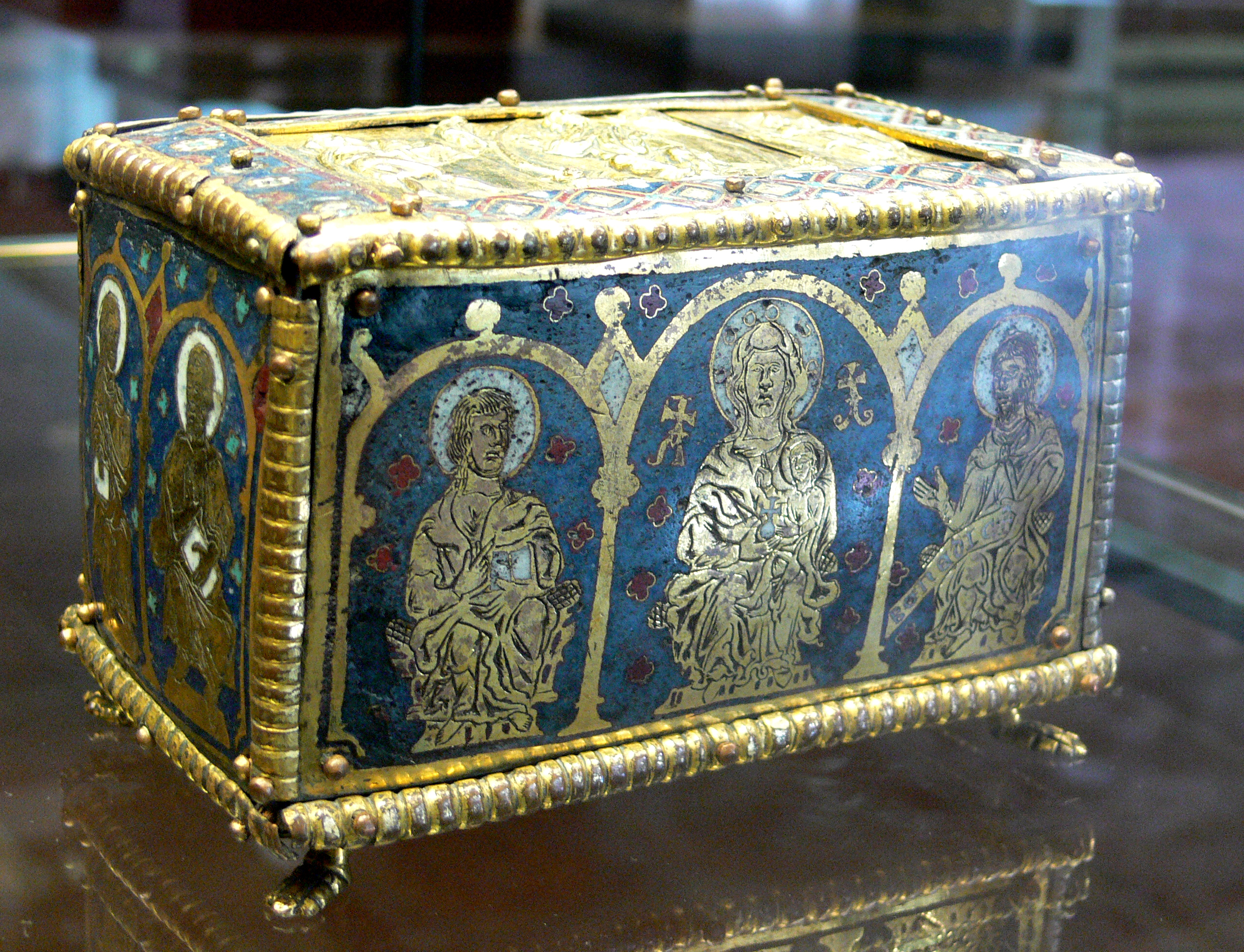
Relikwiarz XIII w.
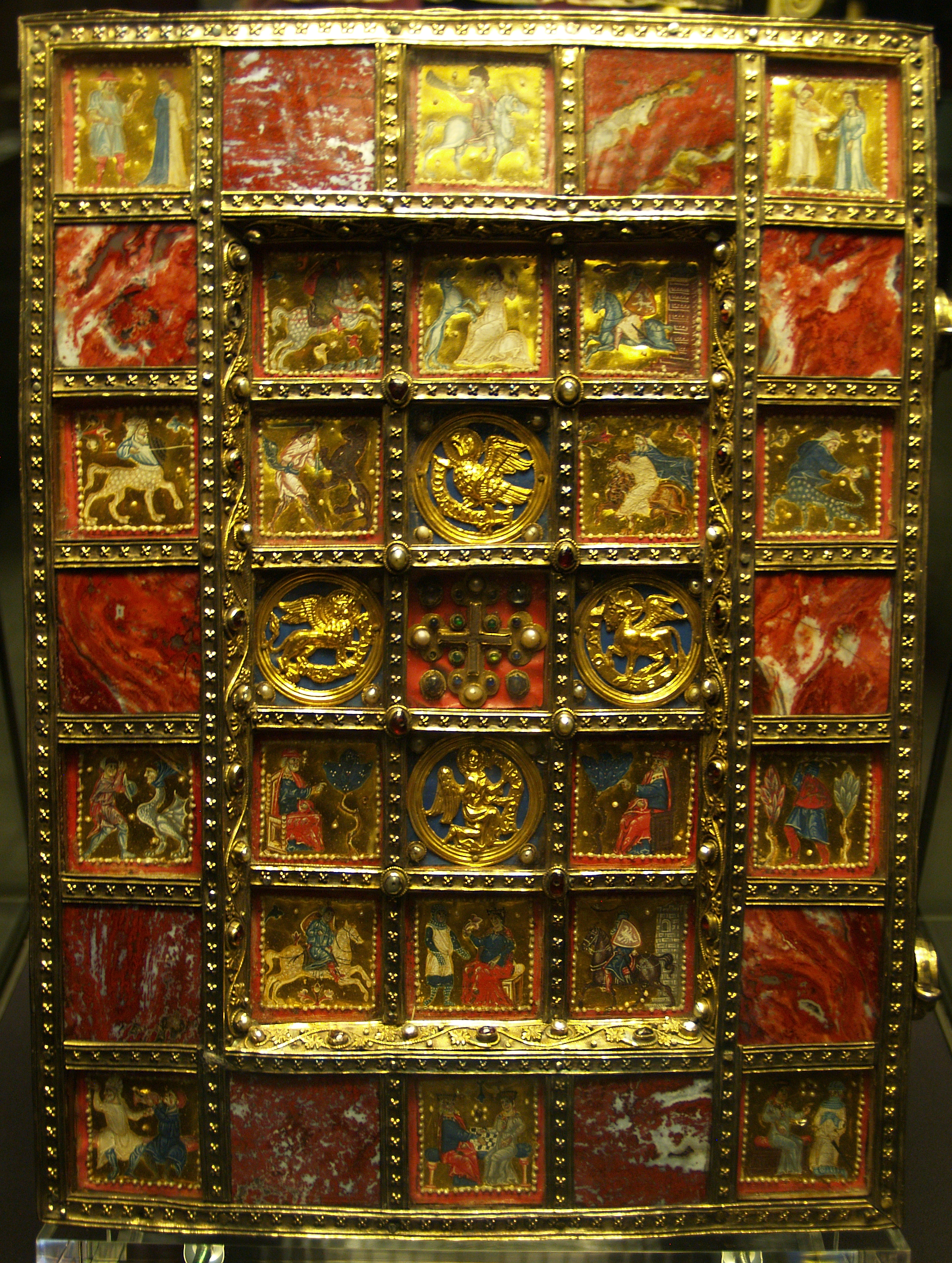
Tablica relikwiarzowa Ottona Łagodnego ok. 1330 r. info
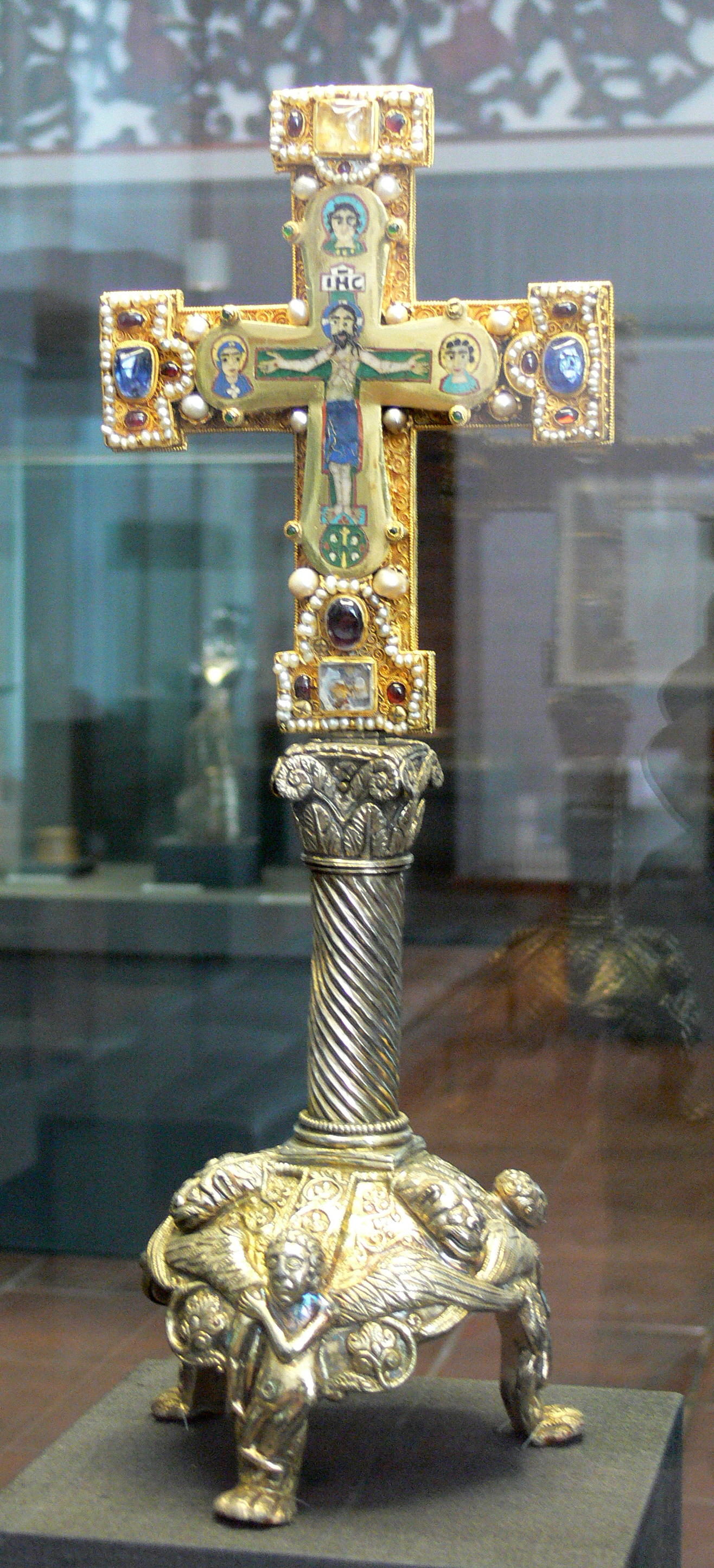
Krzyż Welfów 1 poł. XI w. info

### Skarbiec Rady Miejskiej Lüneburga
Srebra z ratusza w Lüneburgu (Lüneburger Ratssilber) należą do największych zachowanych do dziś zbiorów złotnictwa historycznie związanych z władzą municypalną. Wiadomo że kolekcja pierwotnie liczyła ponad 200 dzieł (w 1611 r. aż 253), do dziś zachowały się jedynie 32 dzieła ze srebra, srebra złoconego i złota. Są to relikwiarze, puchary, patery, kubki, elementy dekoracji zastawy stołowej, autonomiczne figury zwierząt etc. Czas powstania zachowanych dzieł obejmuje zasięg od 2 ćwierci XV po 1 ćwierć XVII stulecia. W 1874 roku srebra trafiły drogą zakupu do muzeum, dla ratusza w Lüneburgu wykonano kopie galwanoplastyczne wszystkich dzieł.

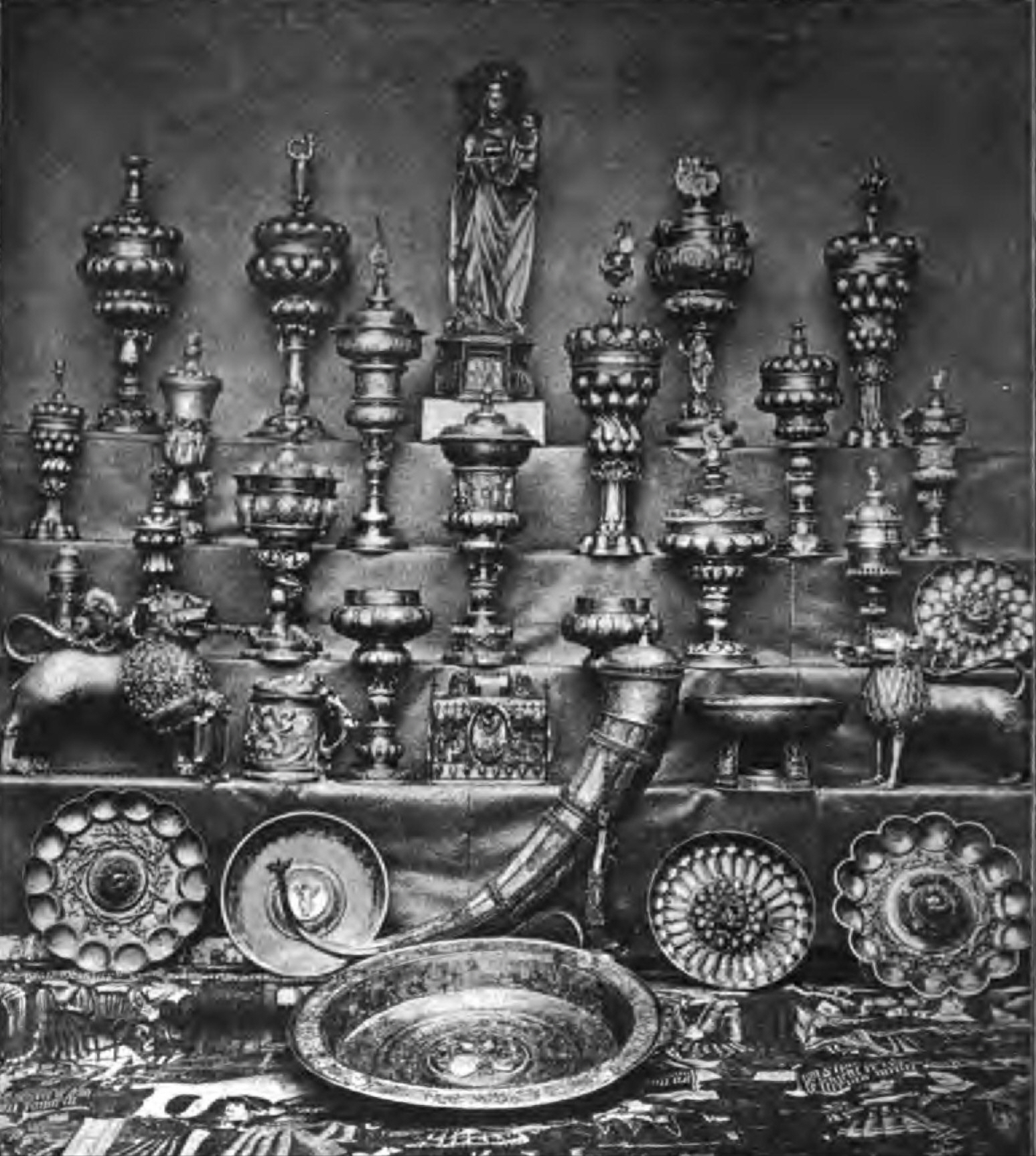
Skarbiec Rady Miejskiej Lüneburga - całość XV-XVI w.
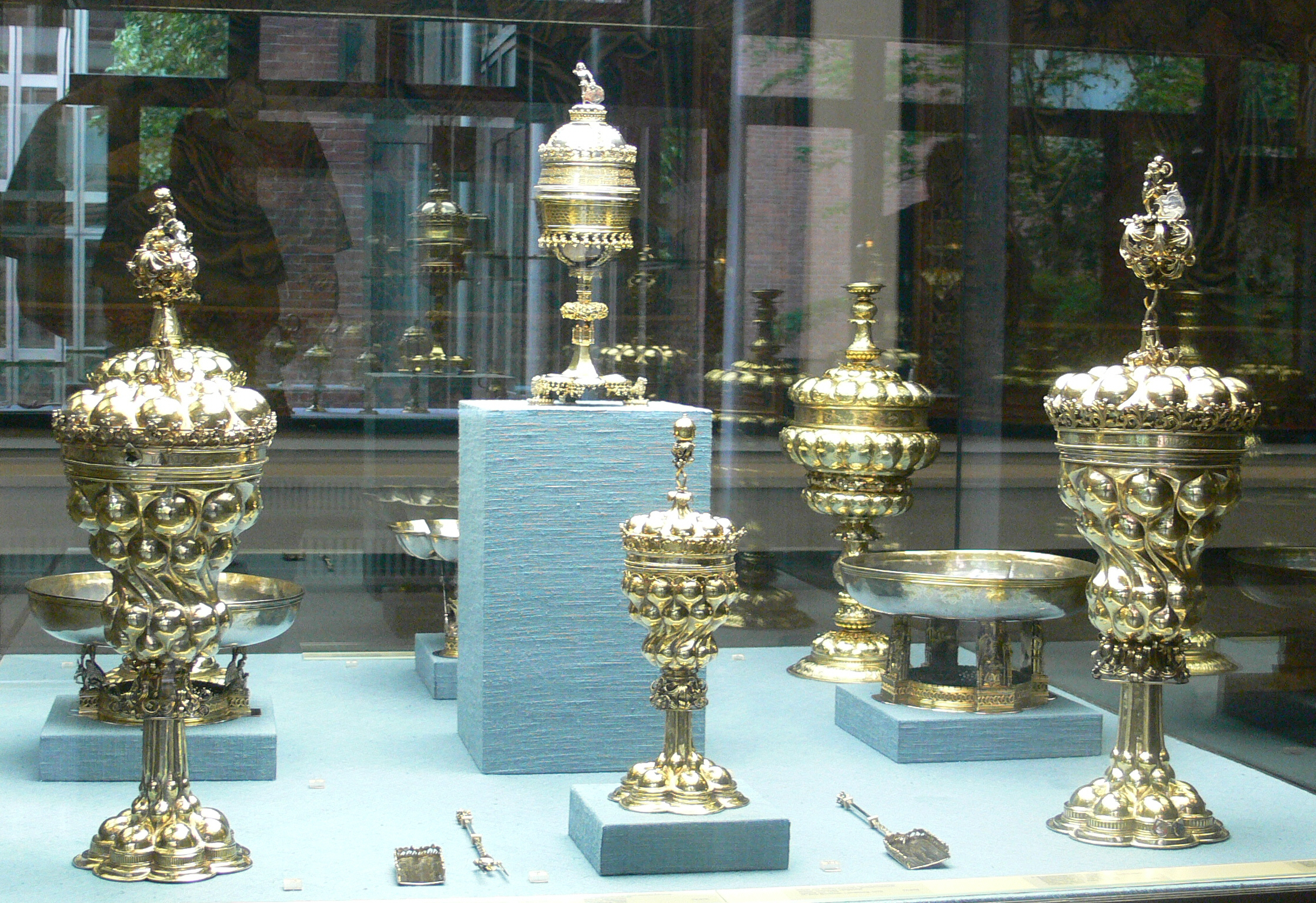
Puchary puklowane XVI w.
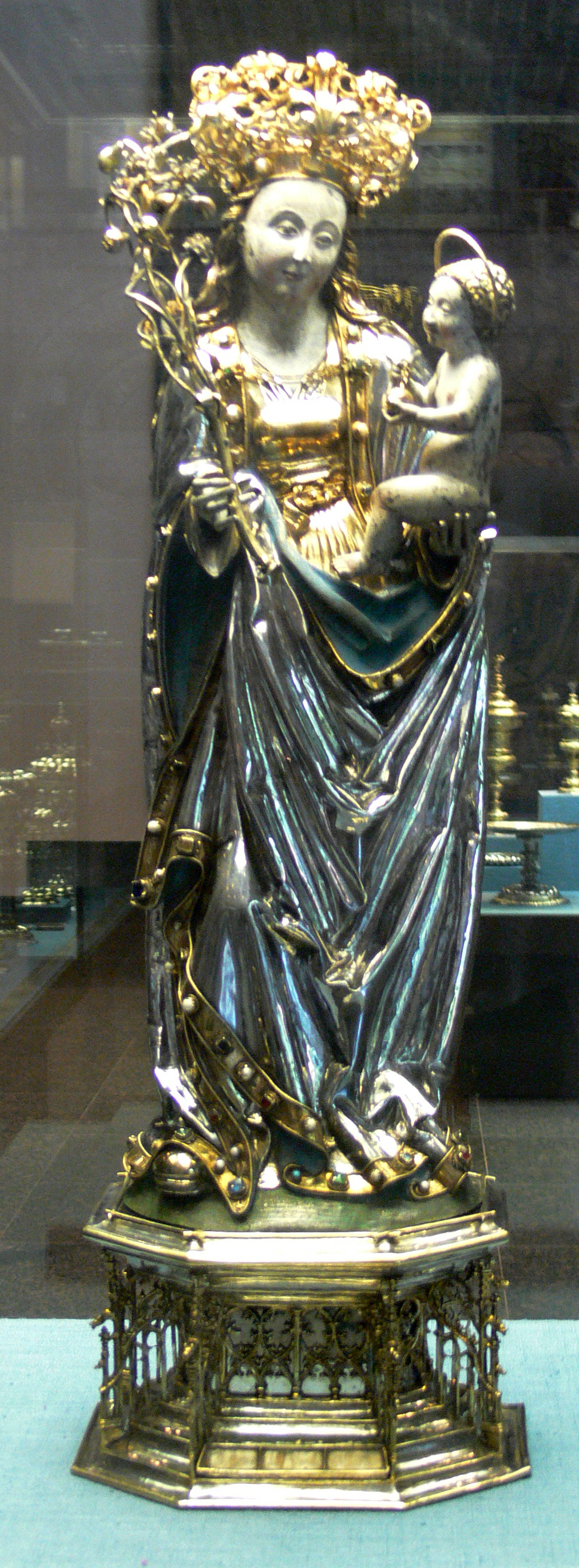
Figura relikwiarzowa Madonny z Dzieciątkiem ok. 1510 r. info
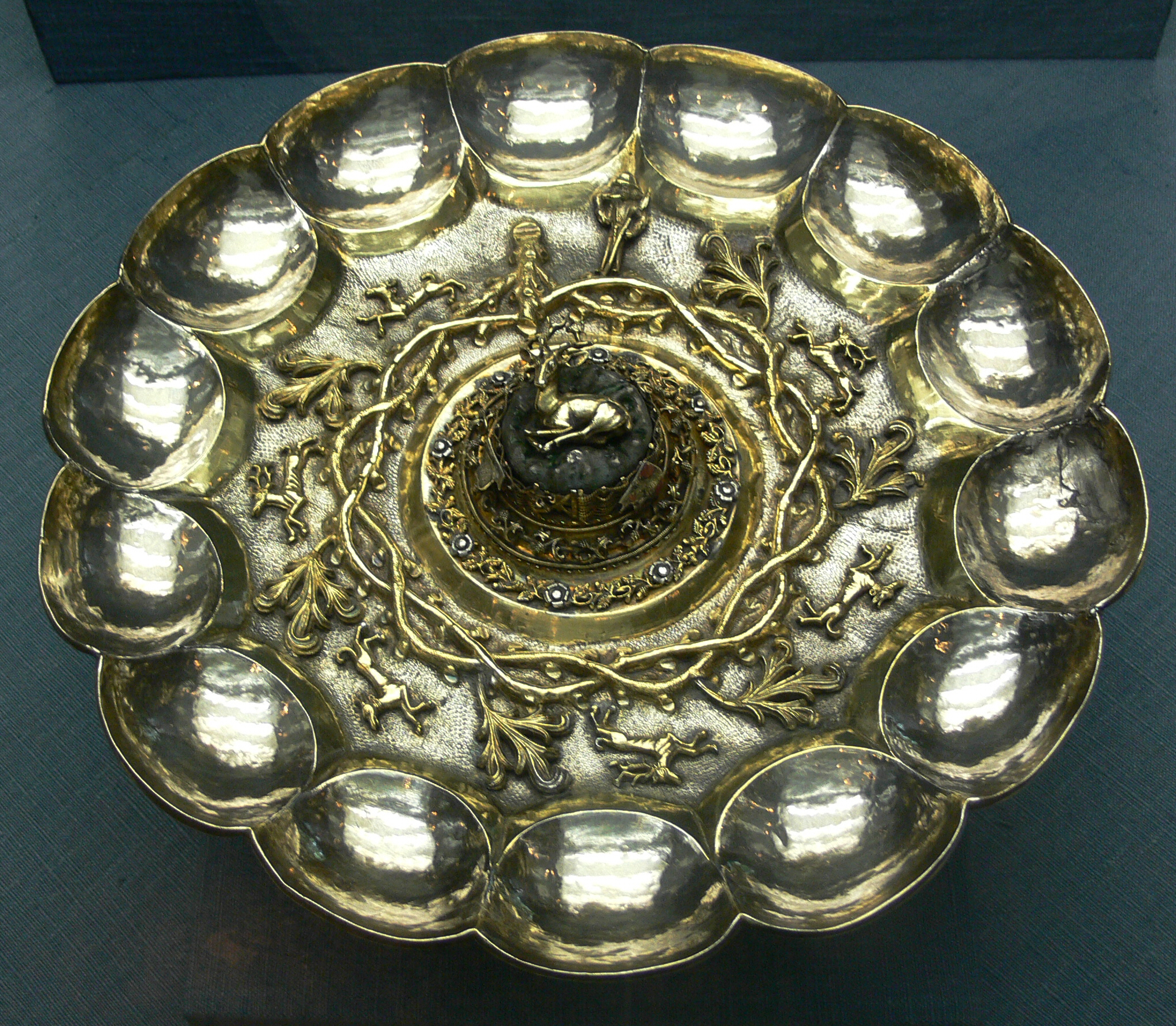
Patera ok. 1480 r. info

W zamku Köpenick mieści się stała kolekcja „Raumkunst aus Renaissance, Barock und Rokoko“.

## Galeria

### Wyroby ze szkła

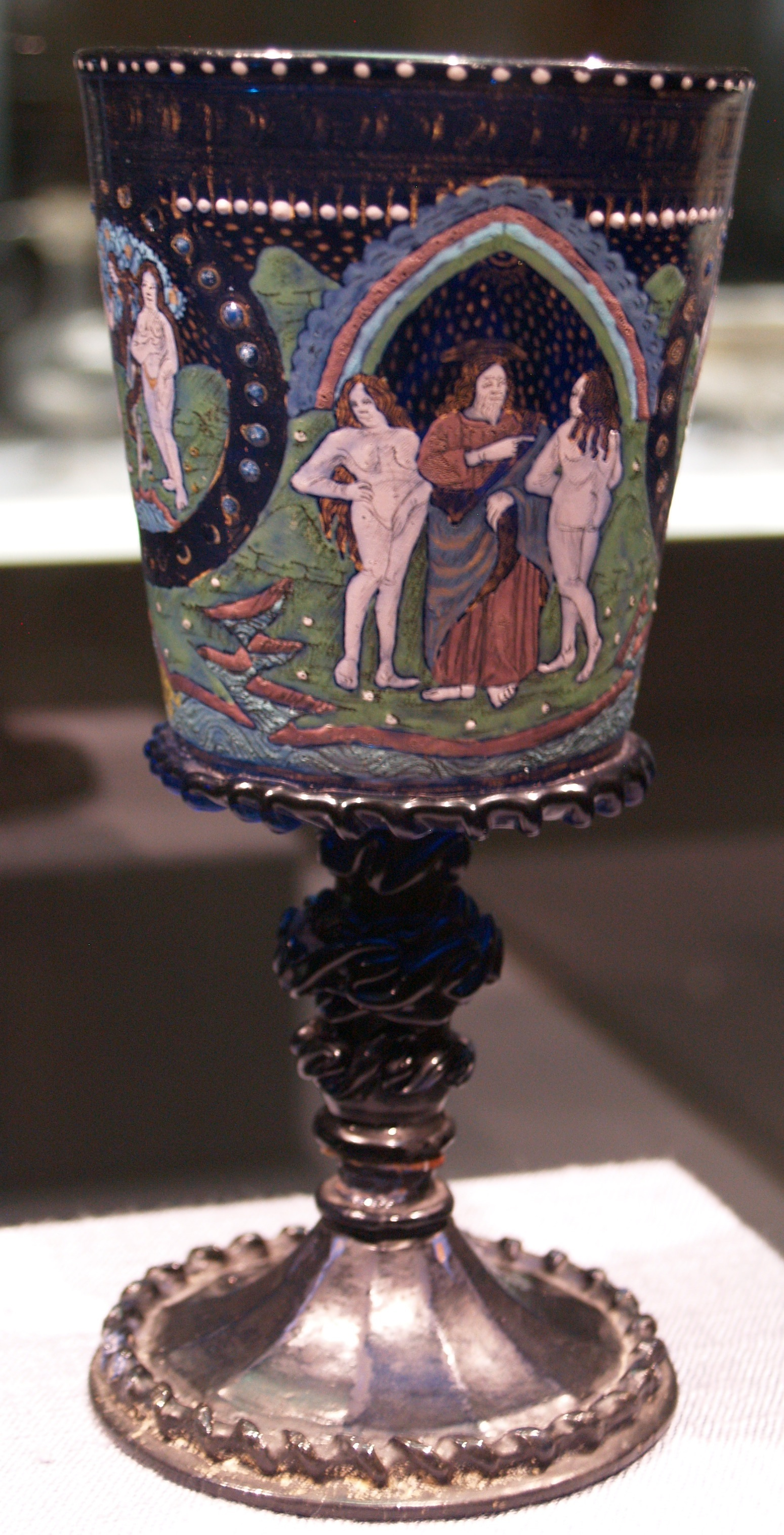
Puchar Wenecja, XV w.
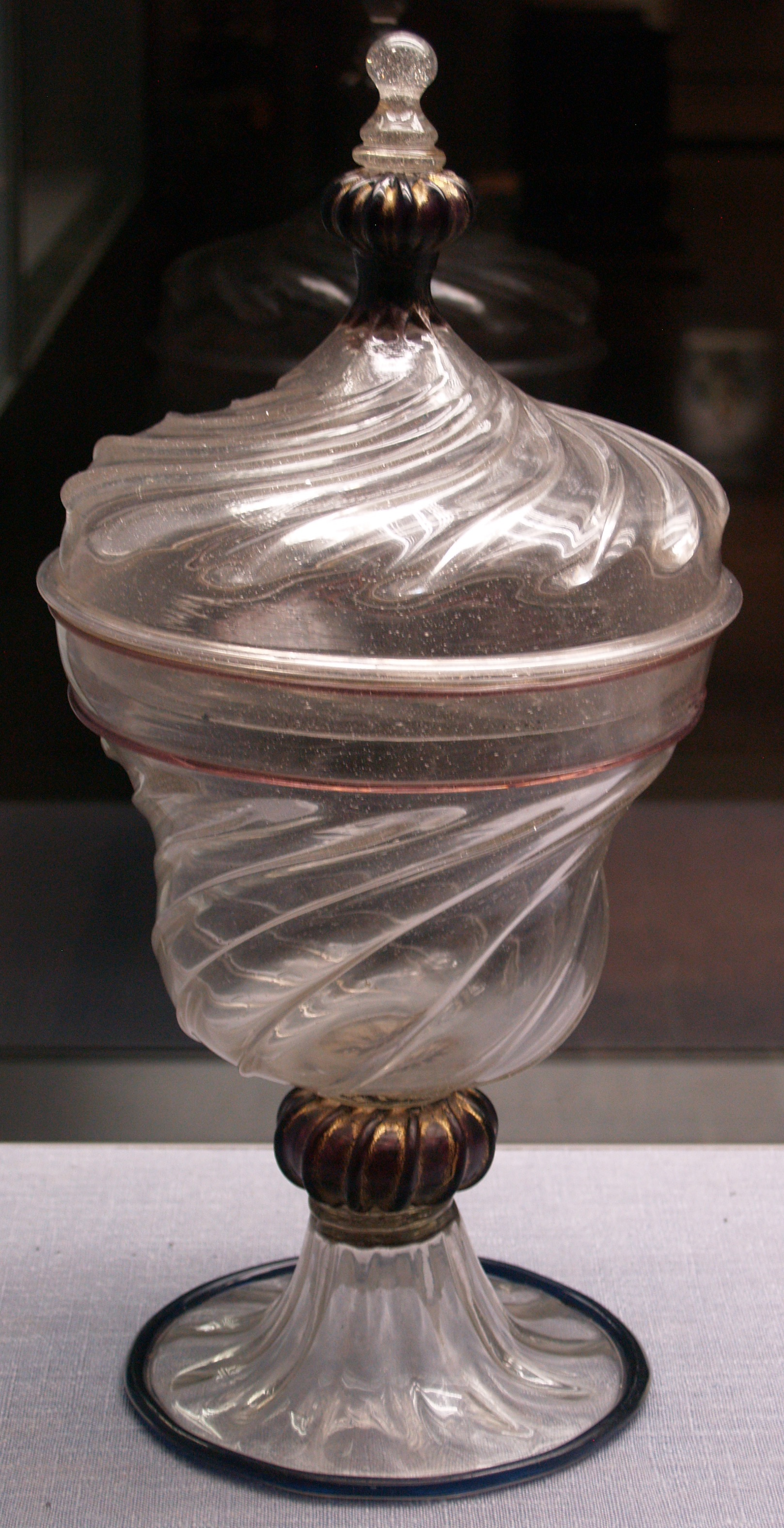
Puchar XVI w.
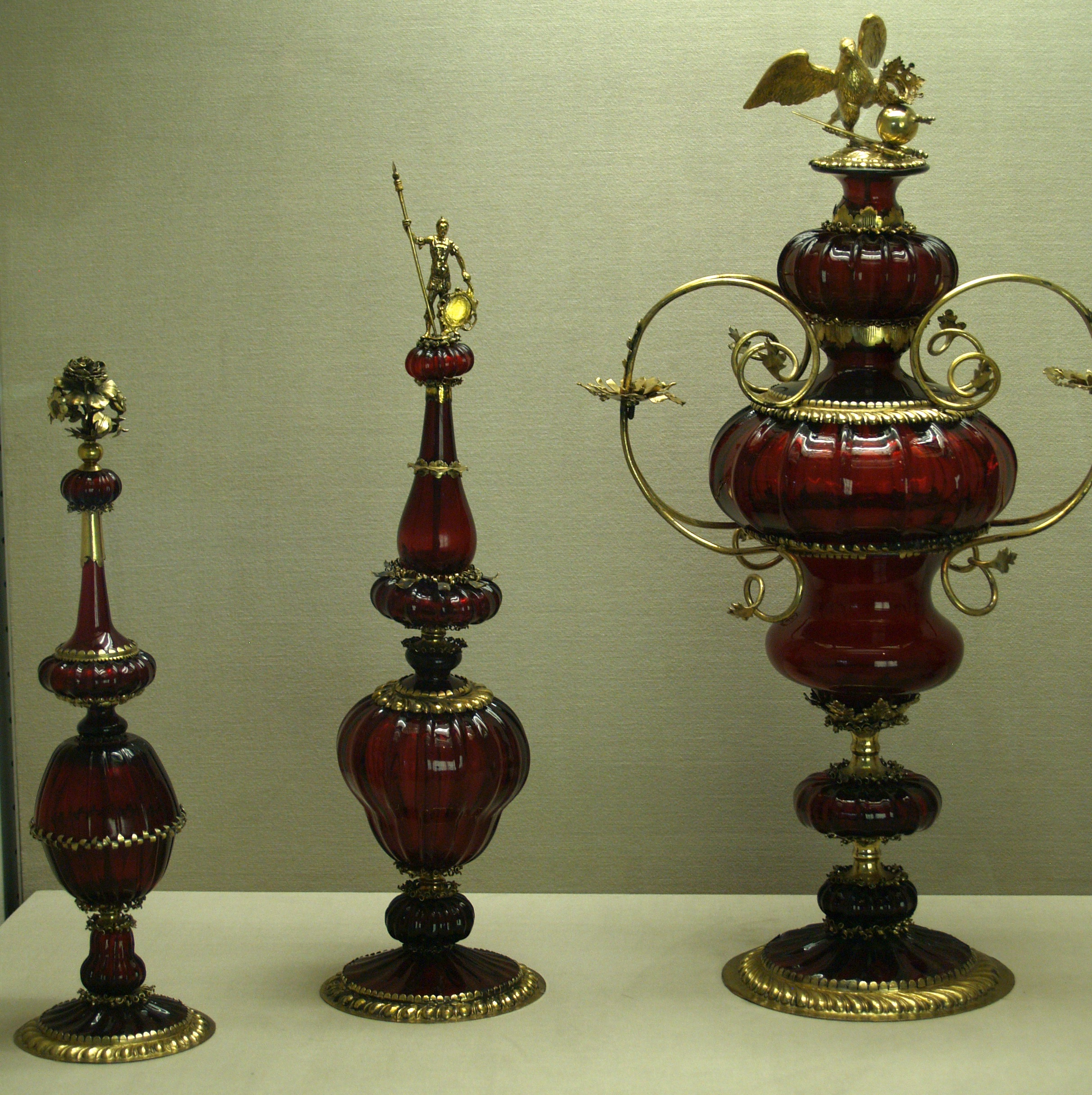
Trzy puchary z czerwonego szkła XVII w.
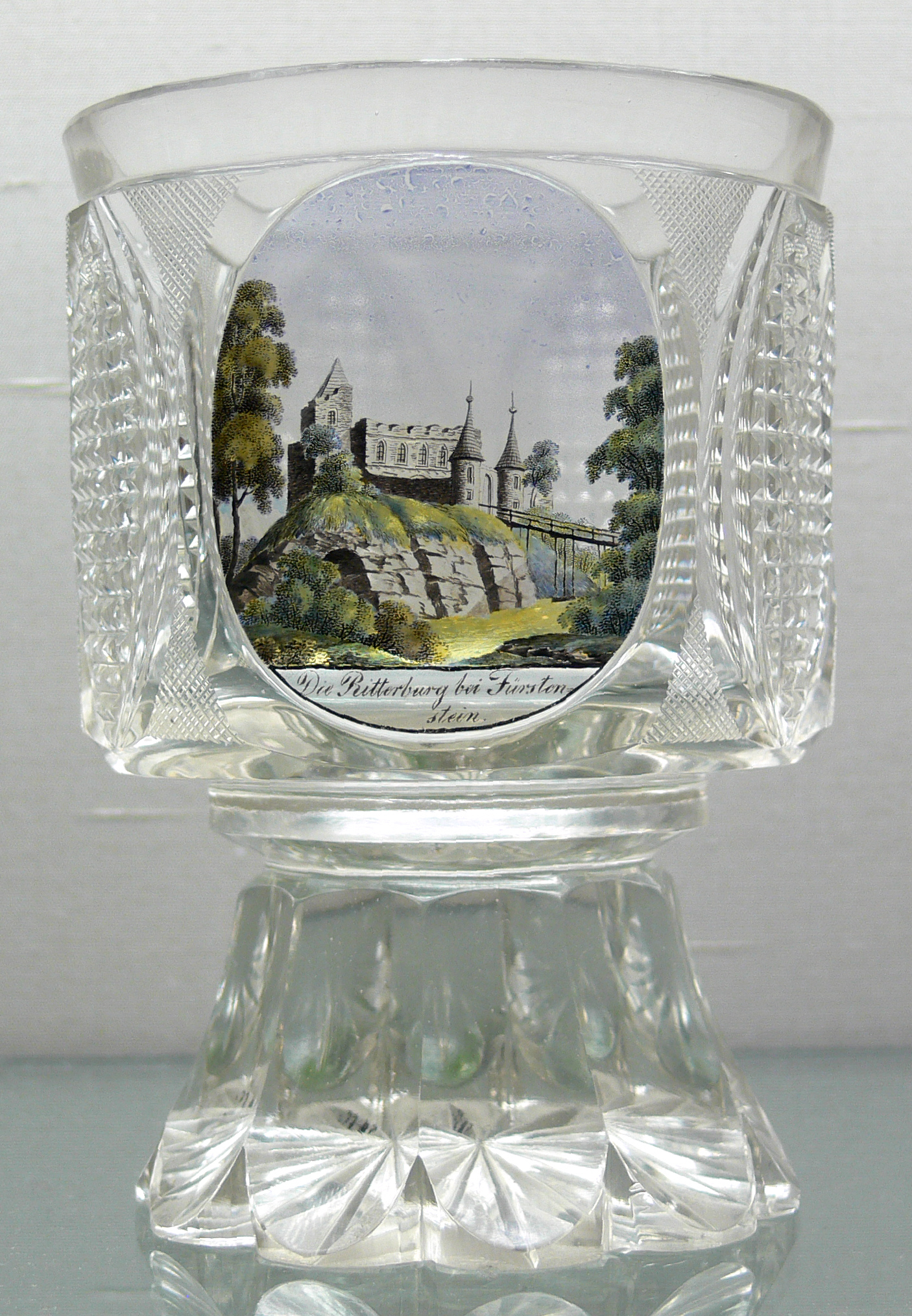
Pucharek wedutowy XIX w.

### Wyroby z porcelany

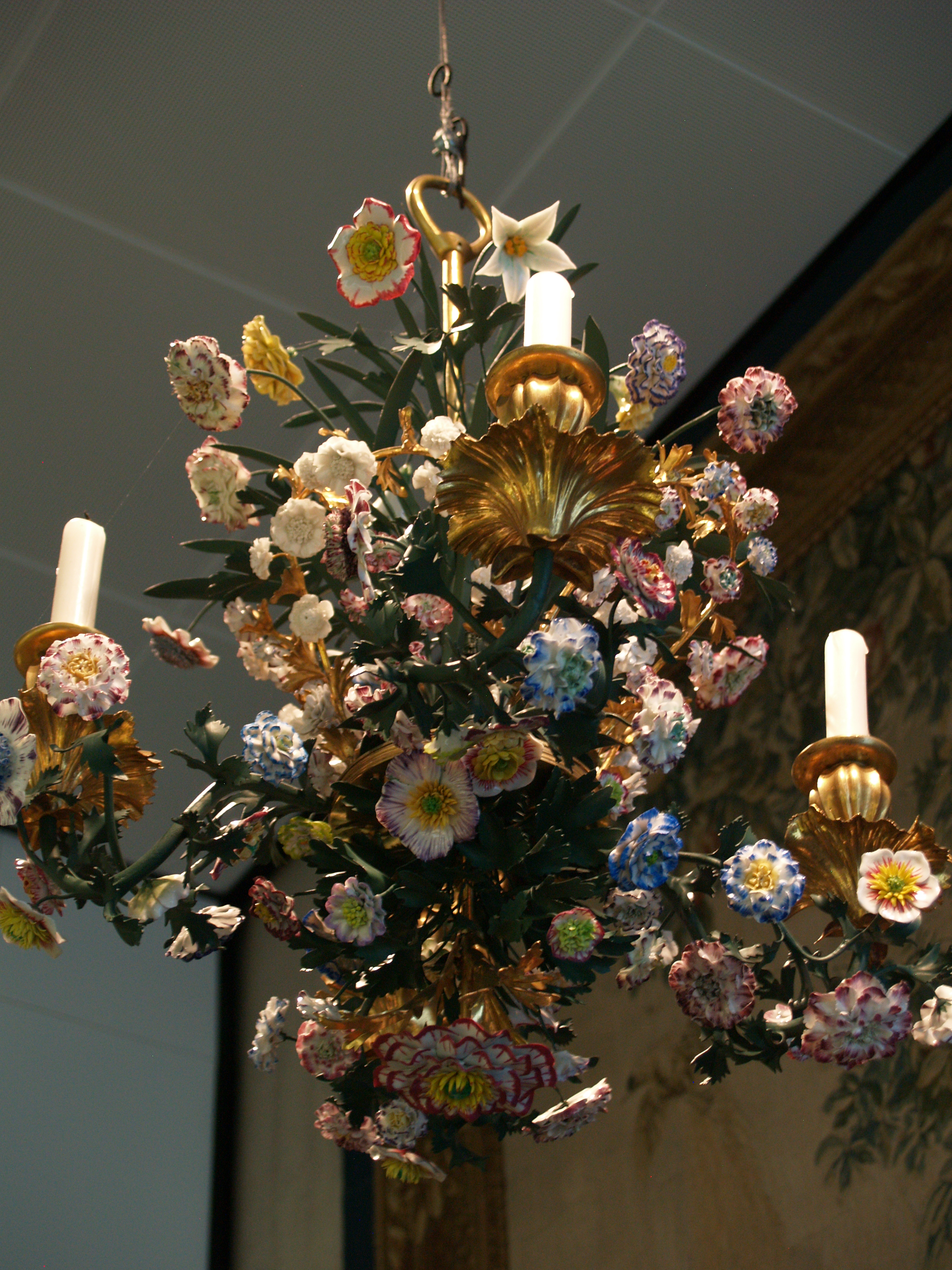
Lampa porcelanowa XVIII w. info
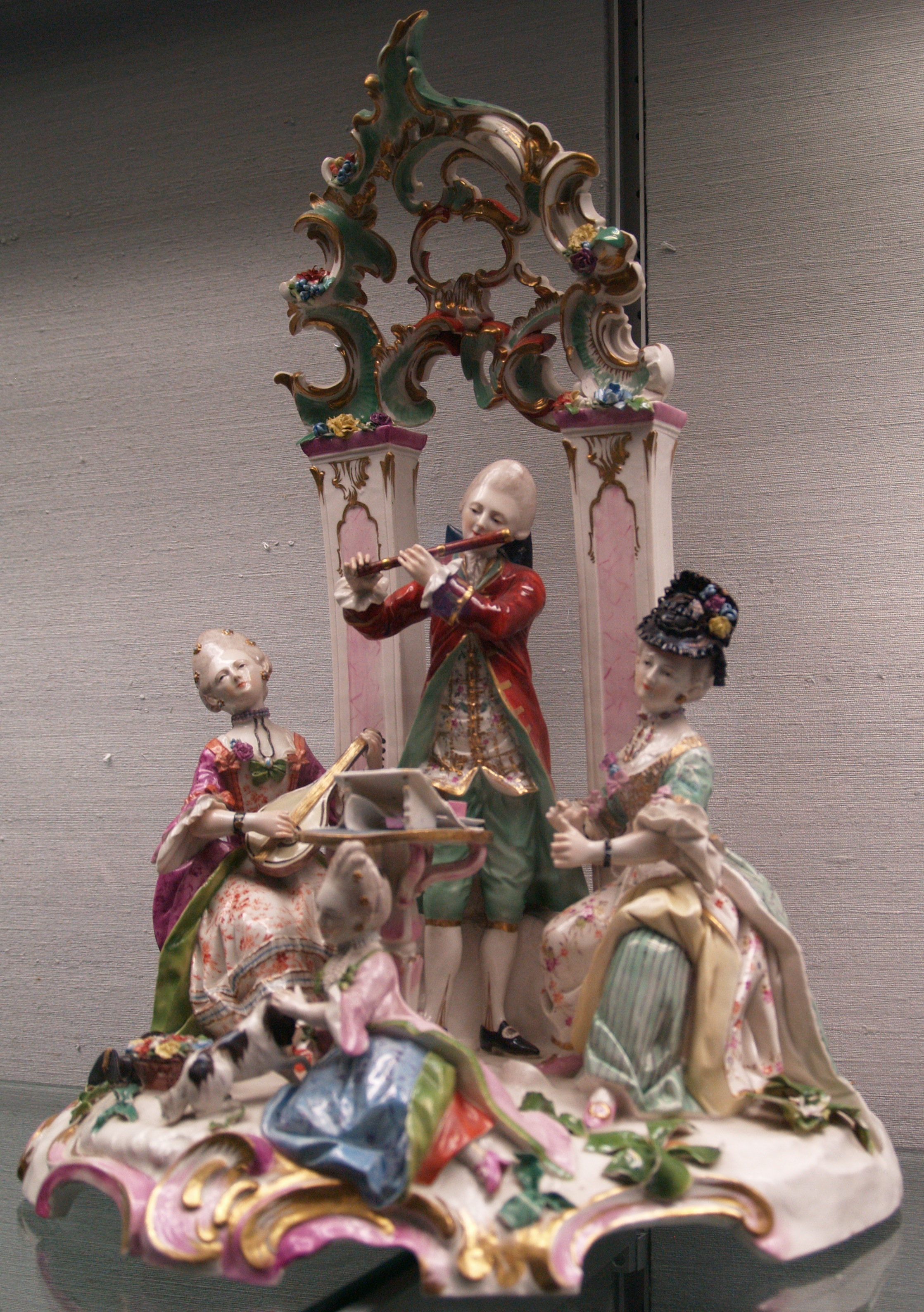
Johann Georg Schumann,  Dama i trzech muzykantów ok. 1775 r. info
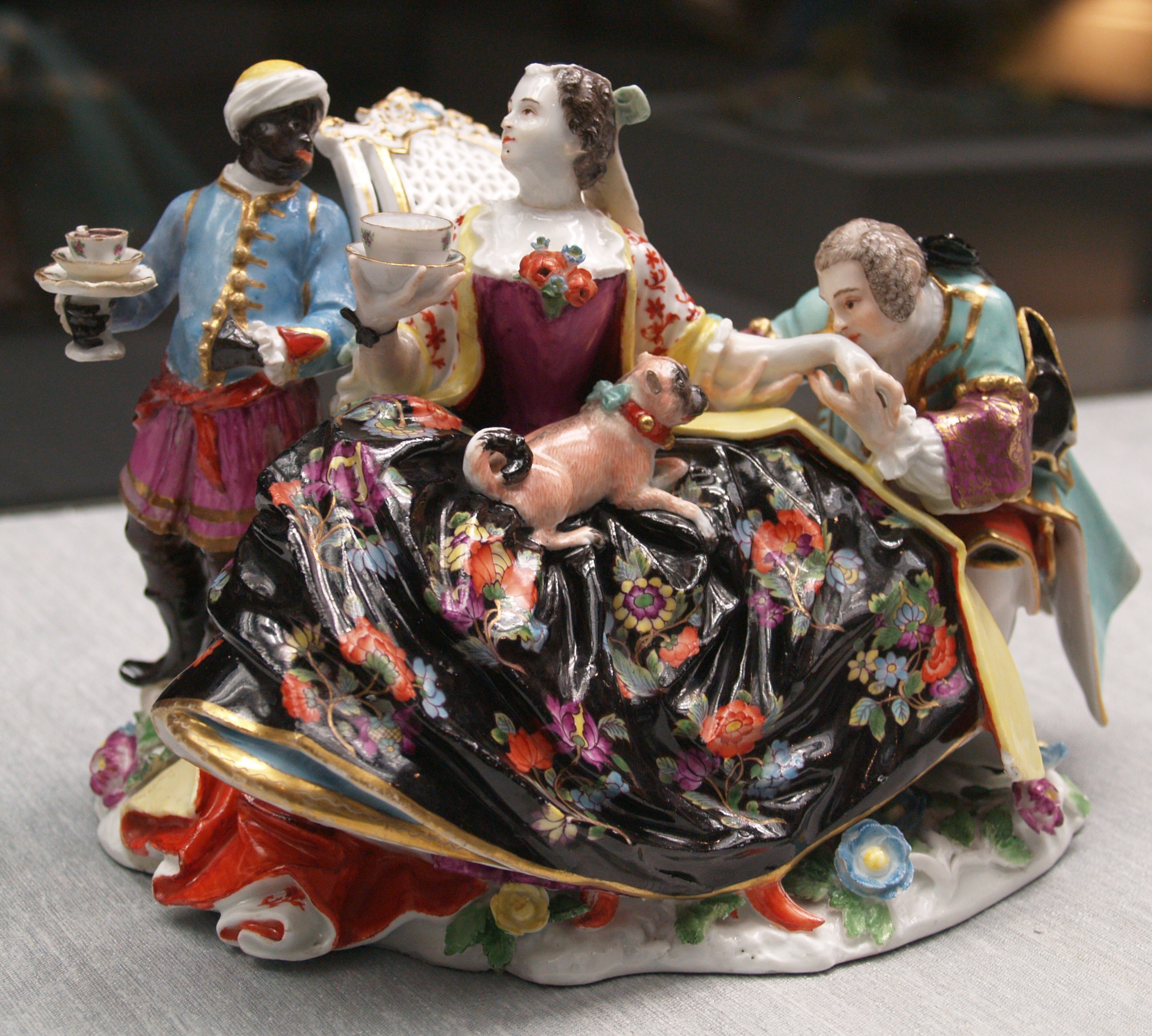
Johann Joachim Kändler, Dama i dwóch kawalerów Porcelana miśnieńska, poł. XVIII w.
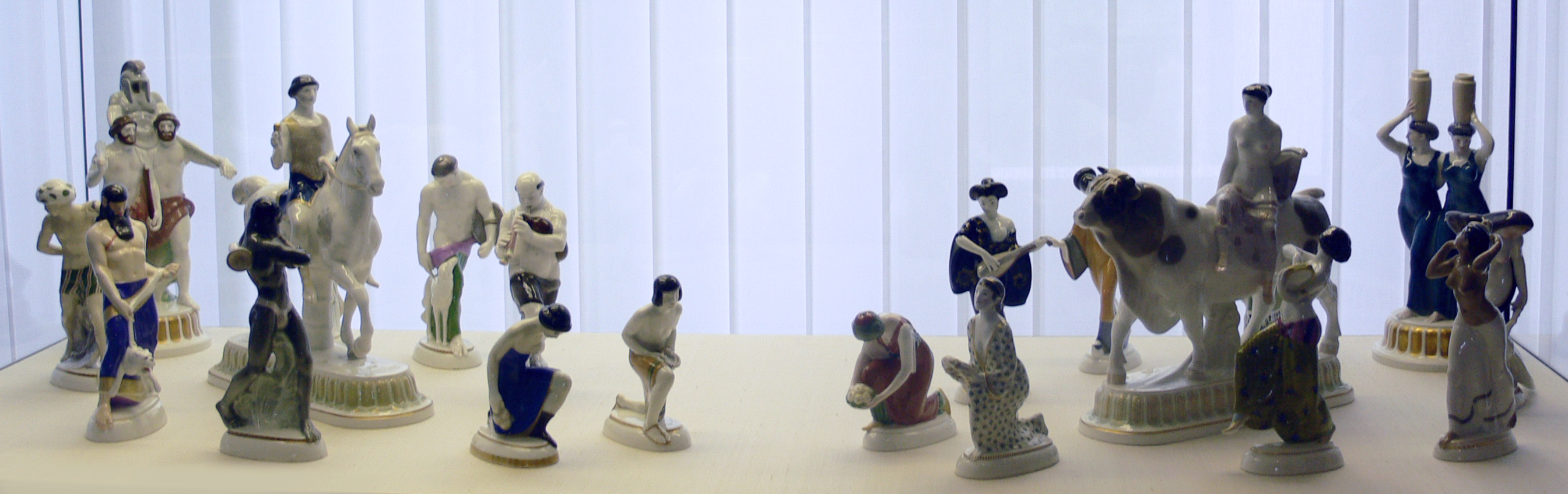
Adolph Amberg, Orszak weselny Porcelana berlińska, ok. 1911

### Kolekcja mebli

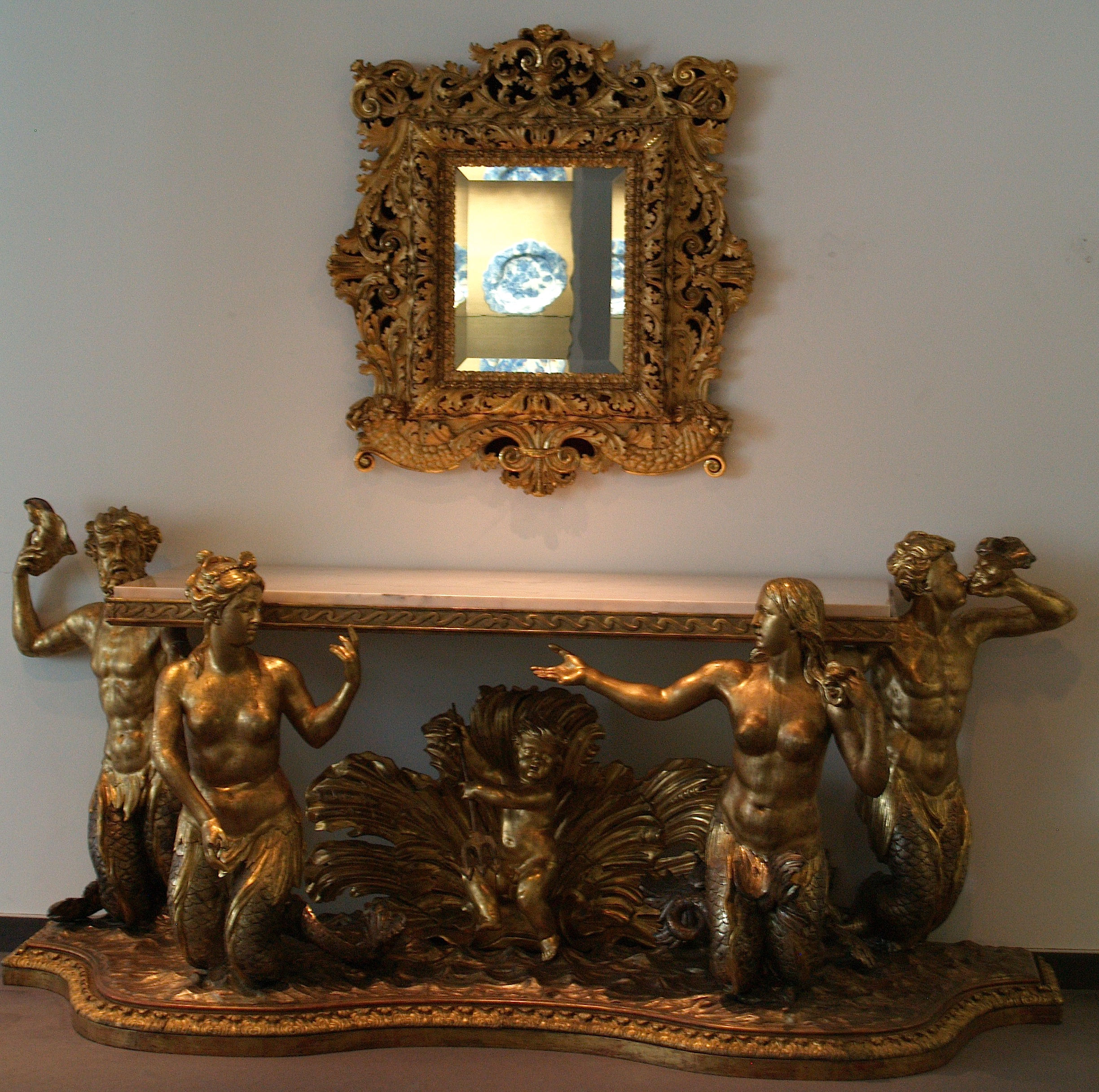
Barokowa konsola z lustrem XVII w.
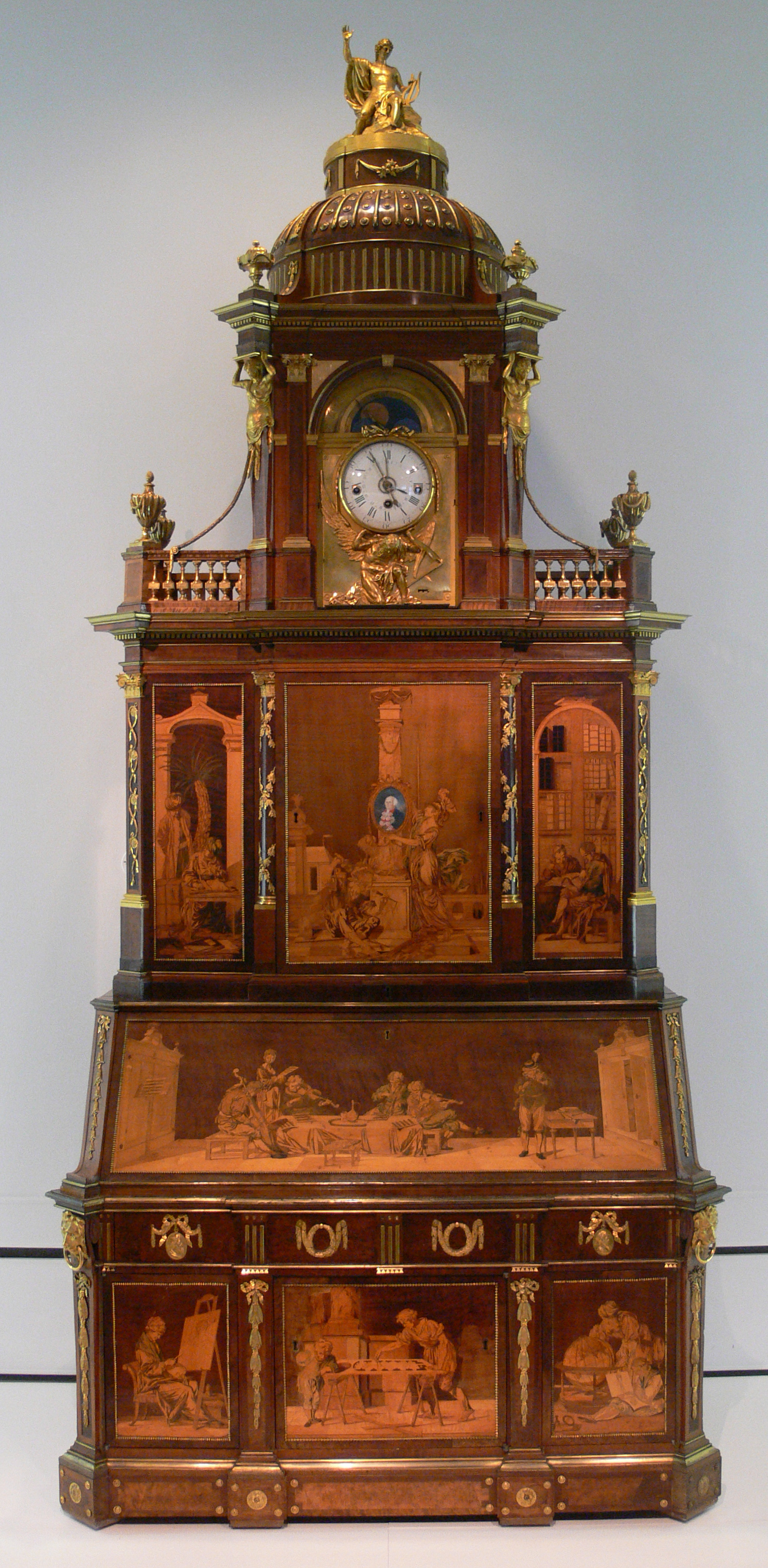
David Roentgen i Peter Kinzing, Kabinet z Neuwieder 1779 r. info
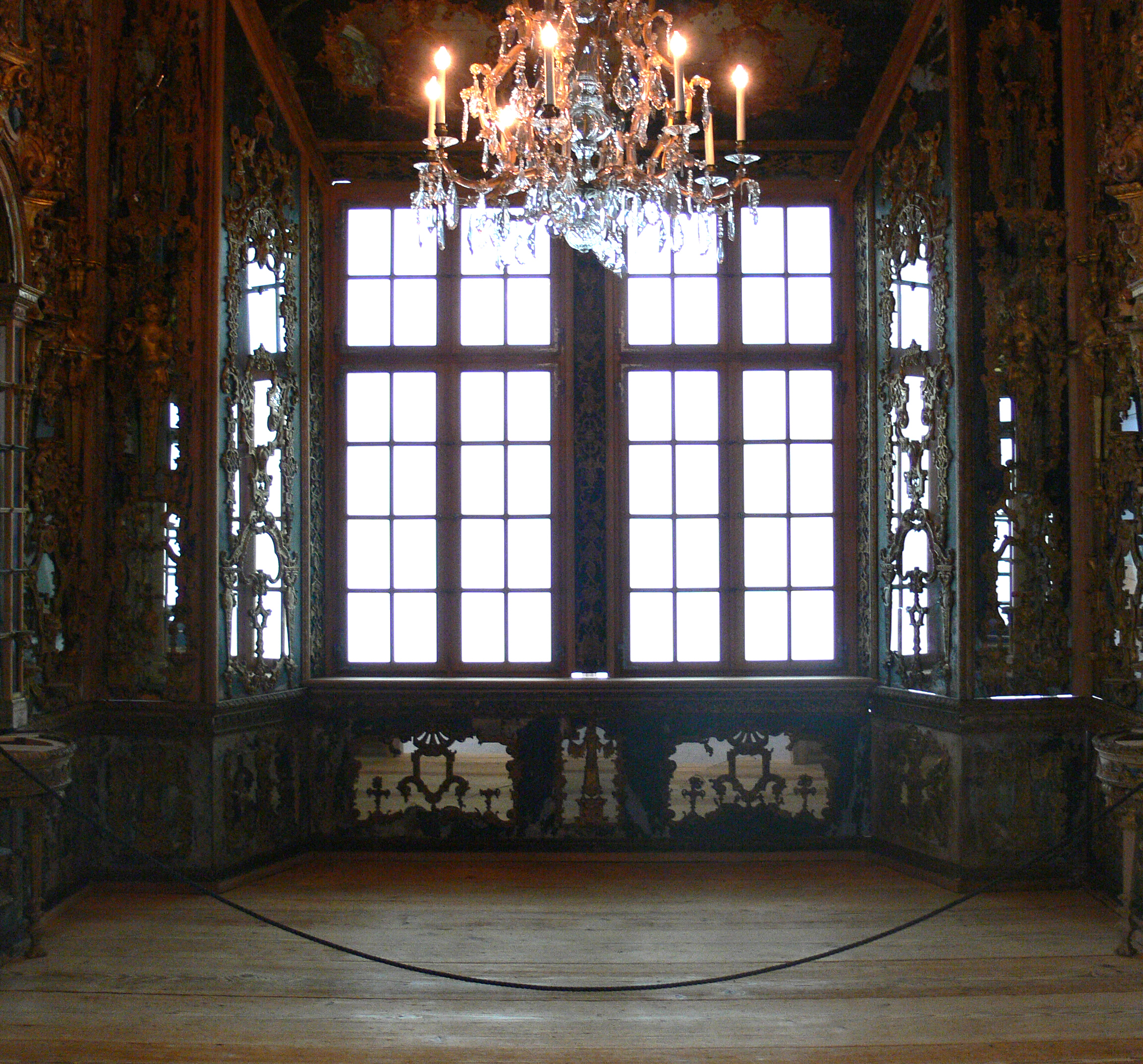
Johann Michael Hoppenhaupt I, Gabinet lustrzany z zamku w Merseburgu 1712–1715 r.
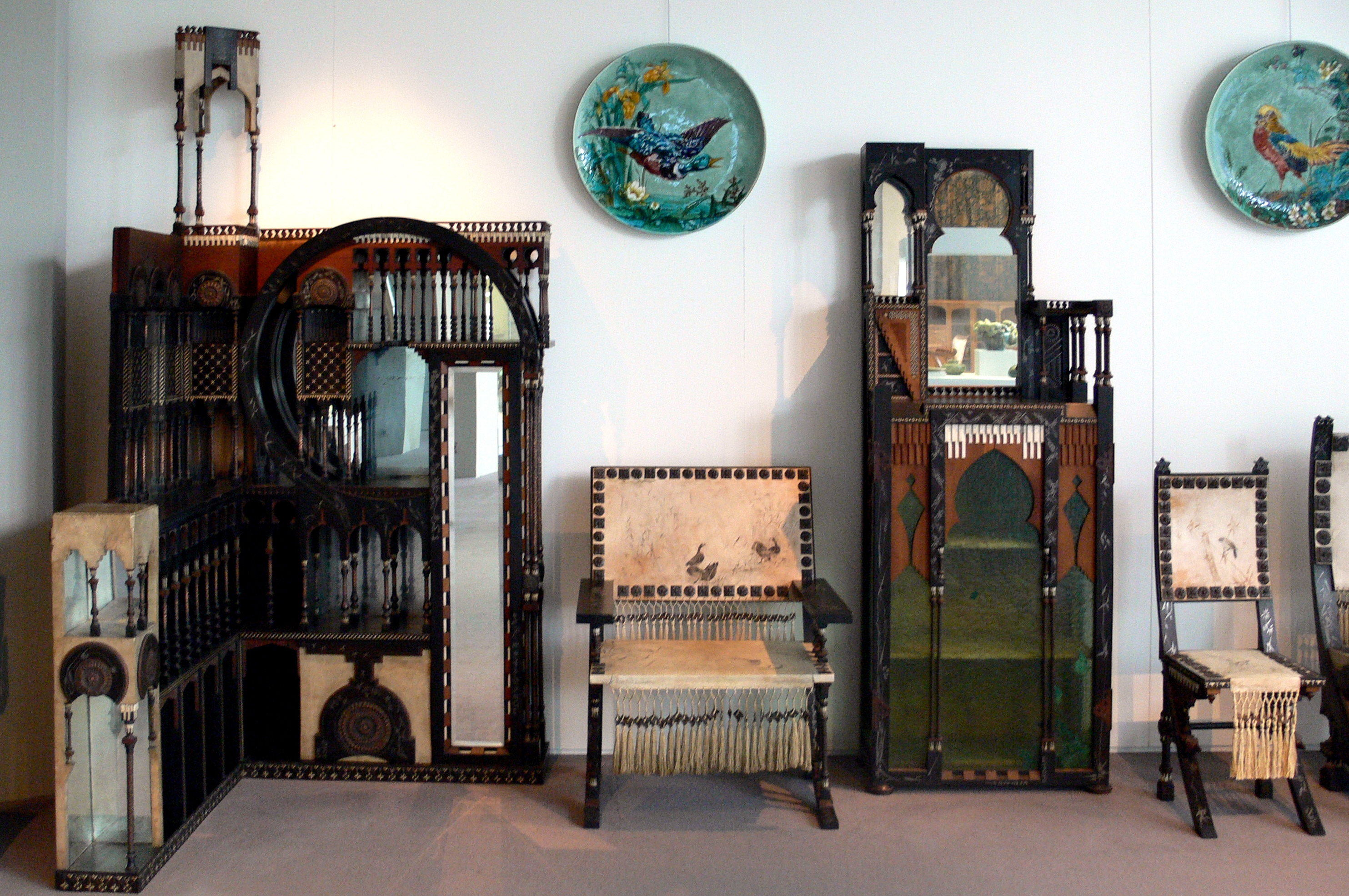
Salon Carla Bugattiego ok. 1885 r. info

### Dzieła emalierstwa

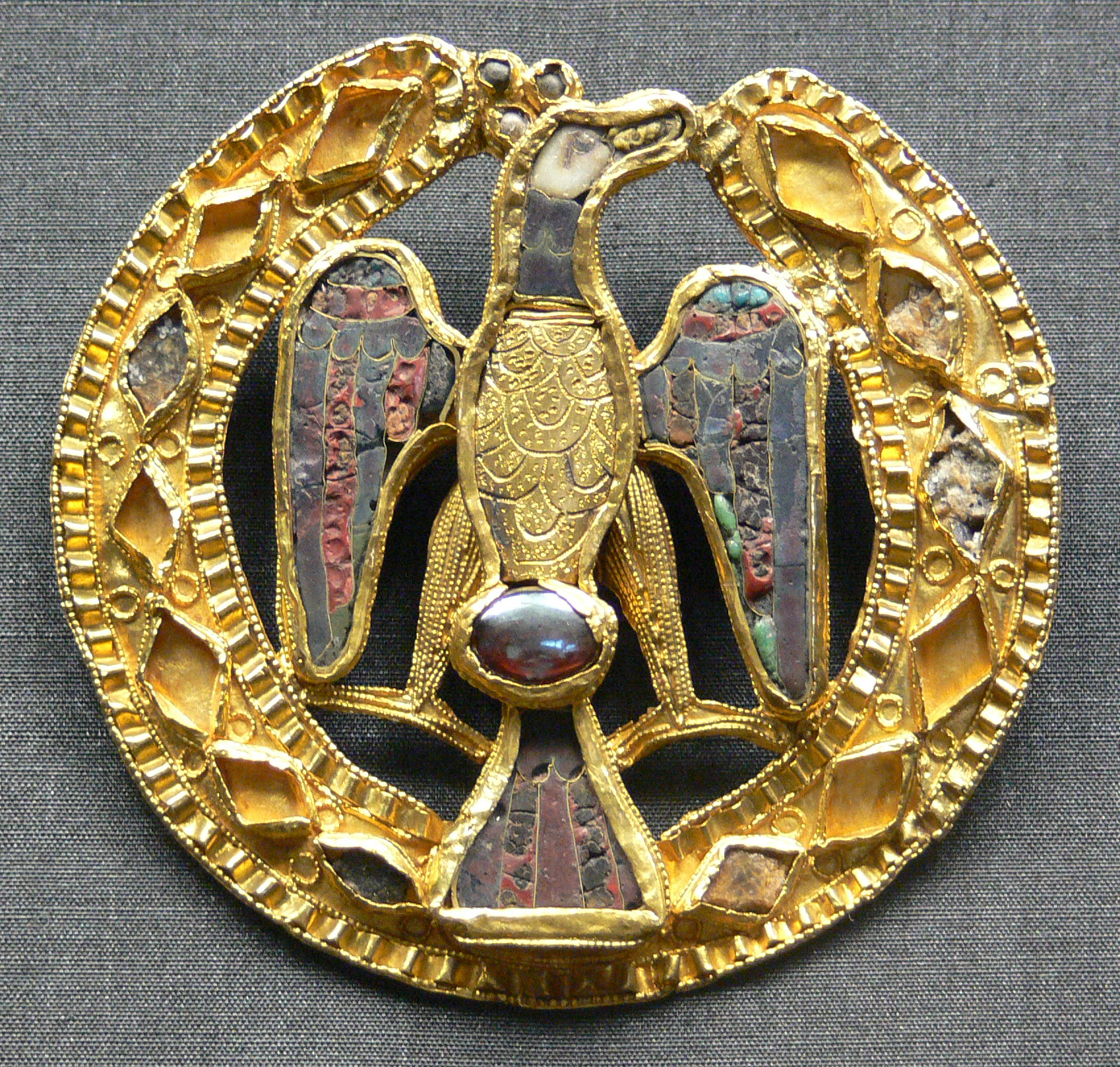
Zapinka z orłem ze skarbca Gizeli X w.
Plakietka z retabulum ołtarza Św. Remakla ze Stavelot ok. 1185 r. info
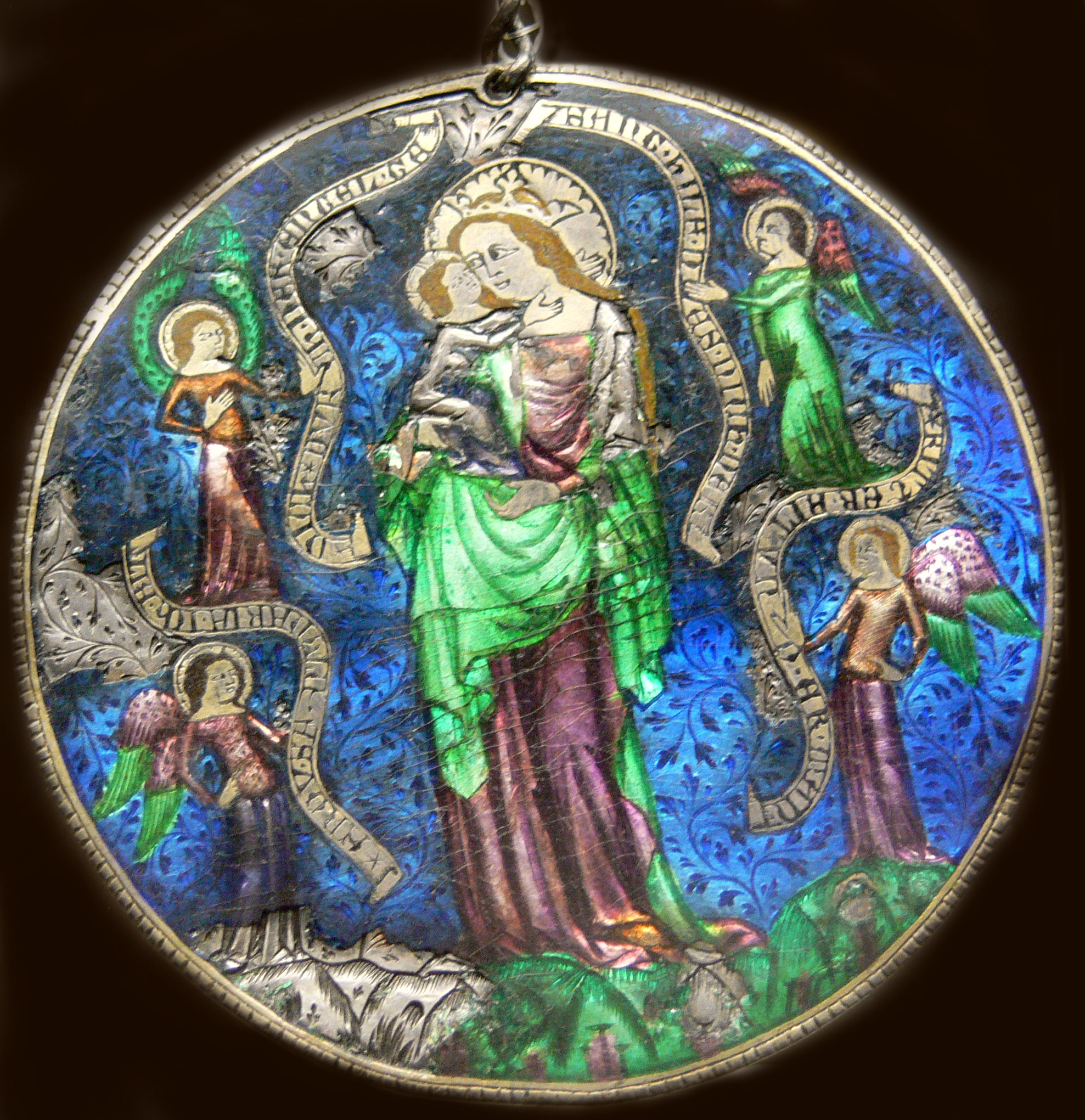
Plakietka z Madonną z Dzieciątkiem i aniołami ok. 1330 r. info
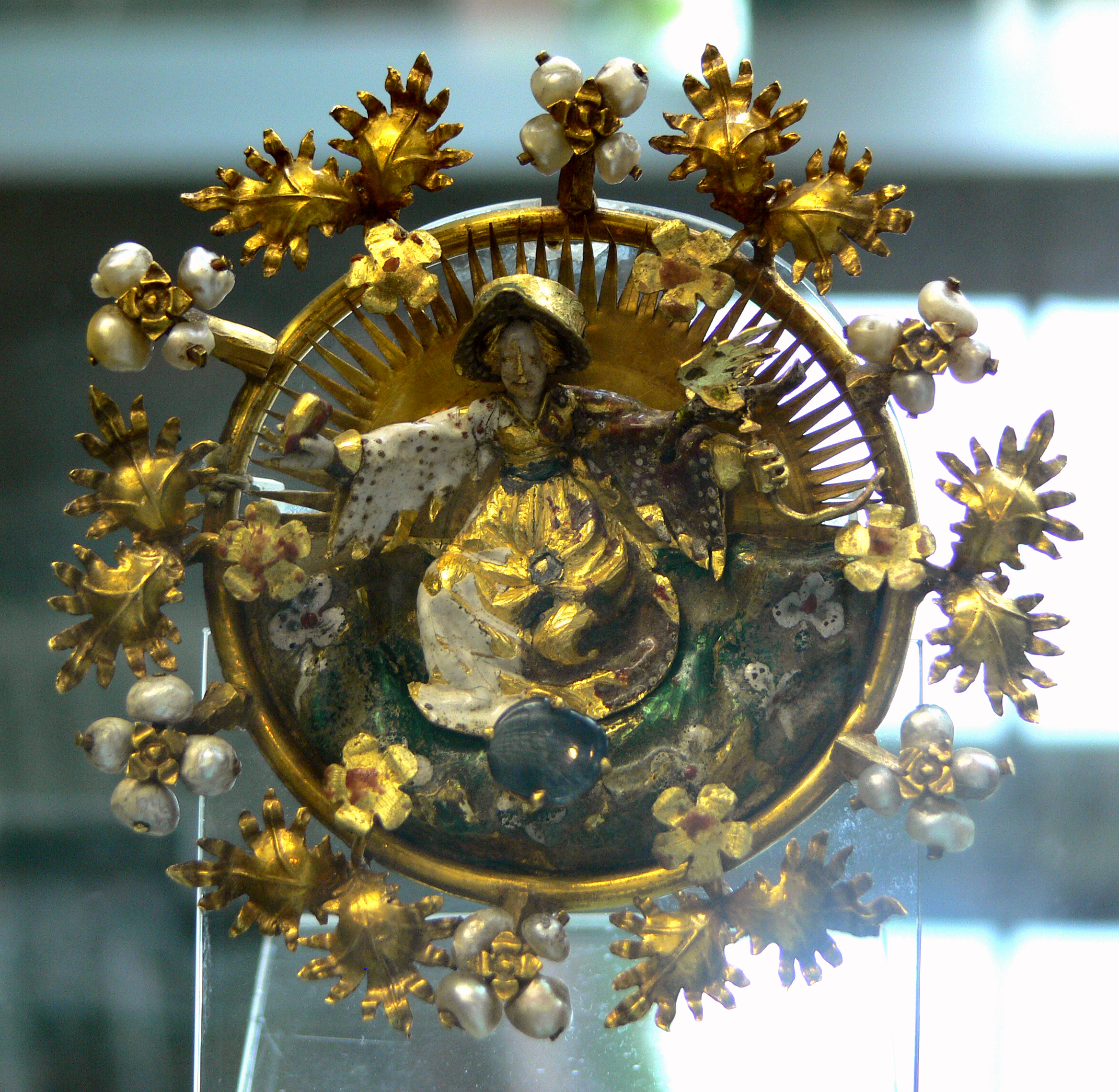
Zapona pocz. XV w.

### Metaloplastyka i wyroby z kości słoniowej

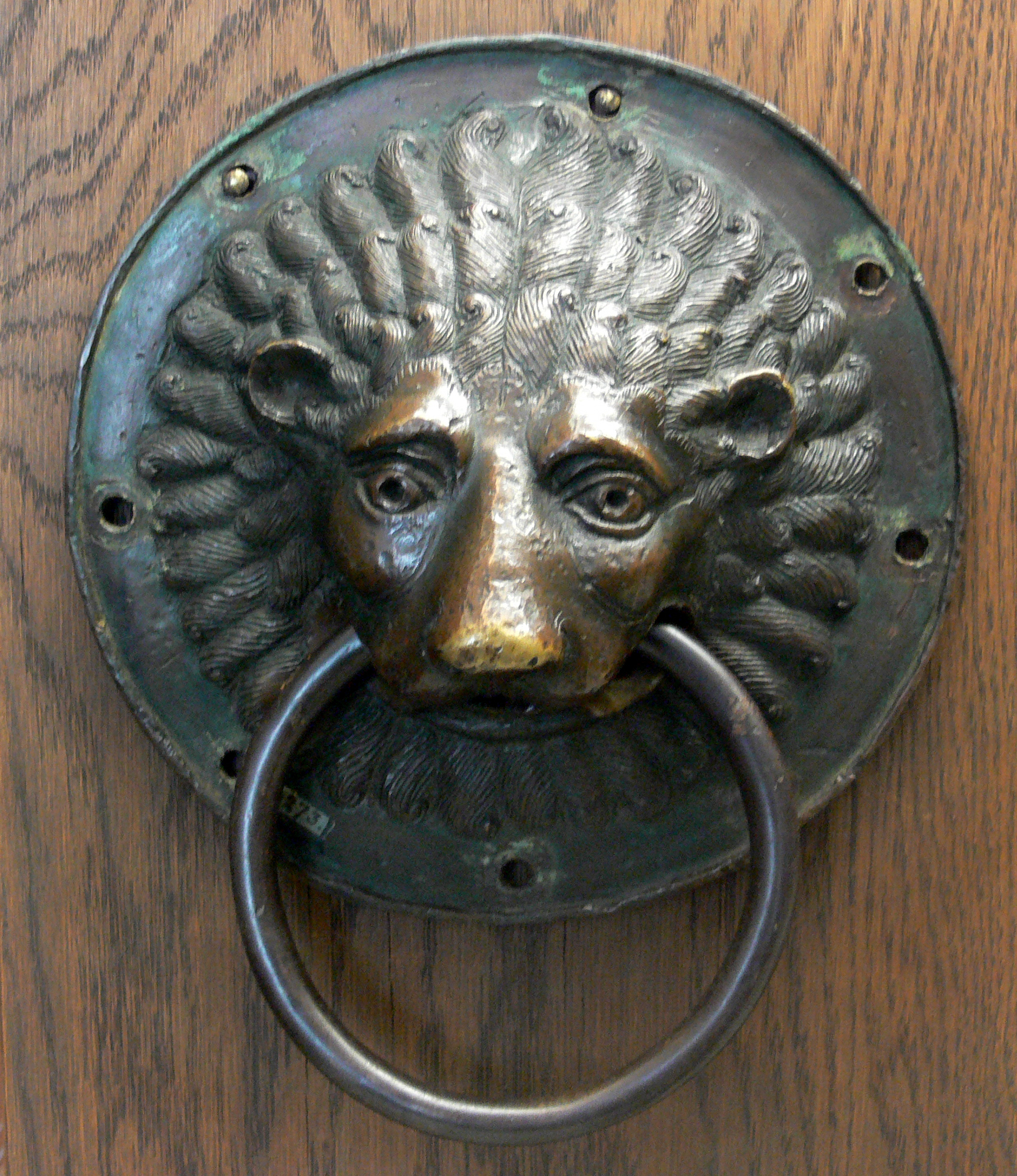
Antaba drzwi z Wissen an der Sieg Nadrenia, ok. 1220-1230
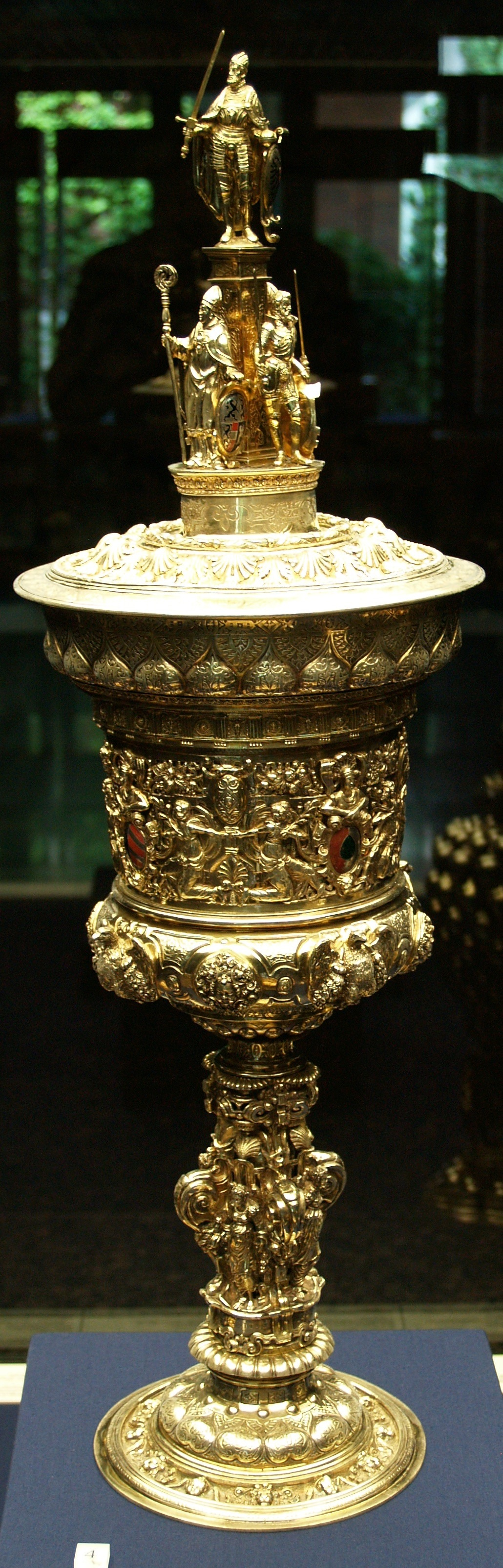
Wenzel Jamnitzer, Puchar Karola V Habsburga ok. 1565 r. info
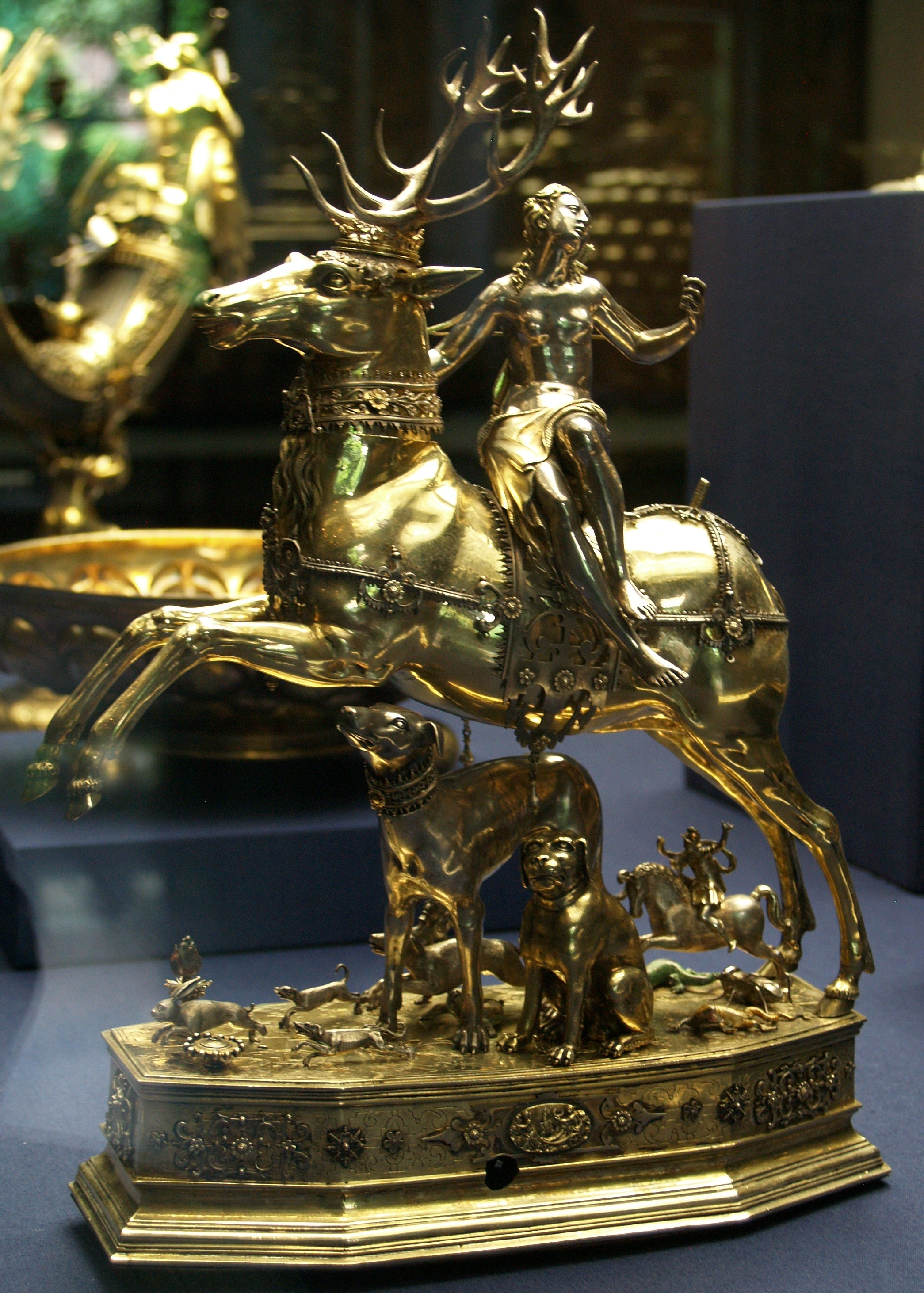
Diana na polowaniu XVII w.
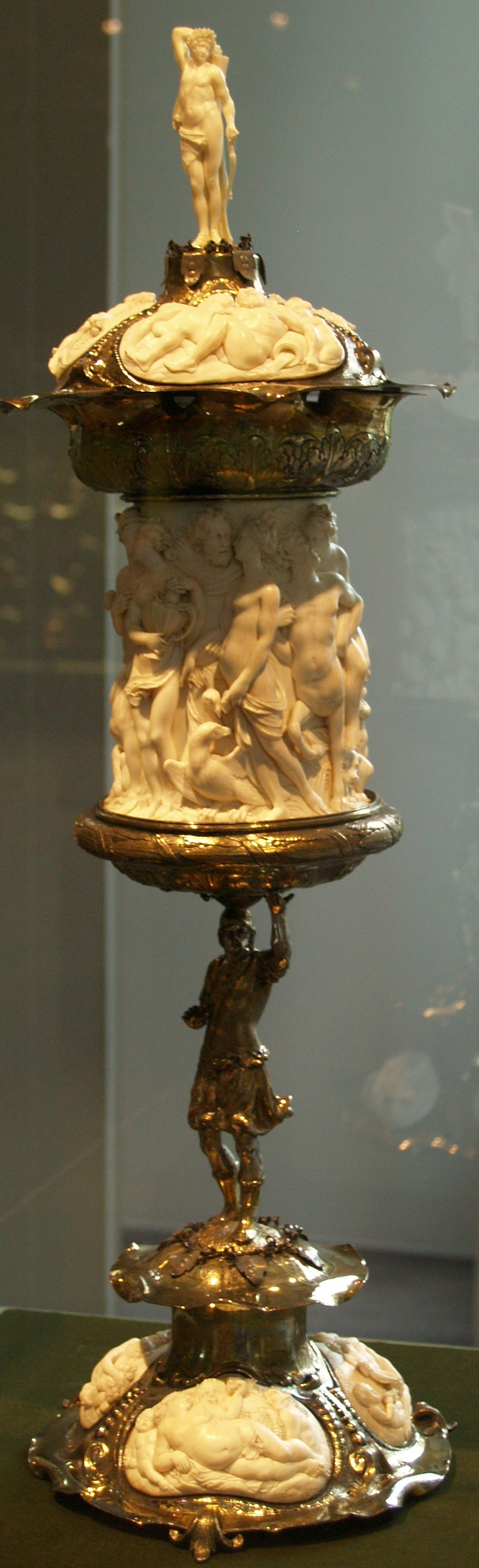
Puchar ze srebra złoconego i kości słoniowej XVII w.

### Miscellanea

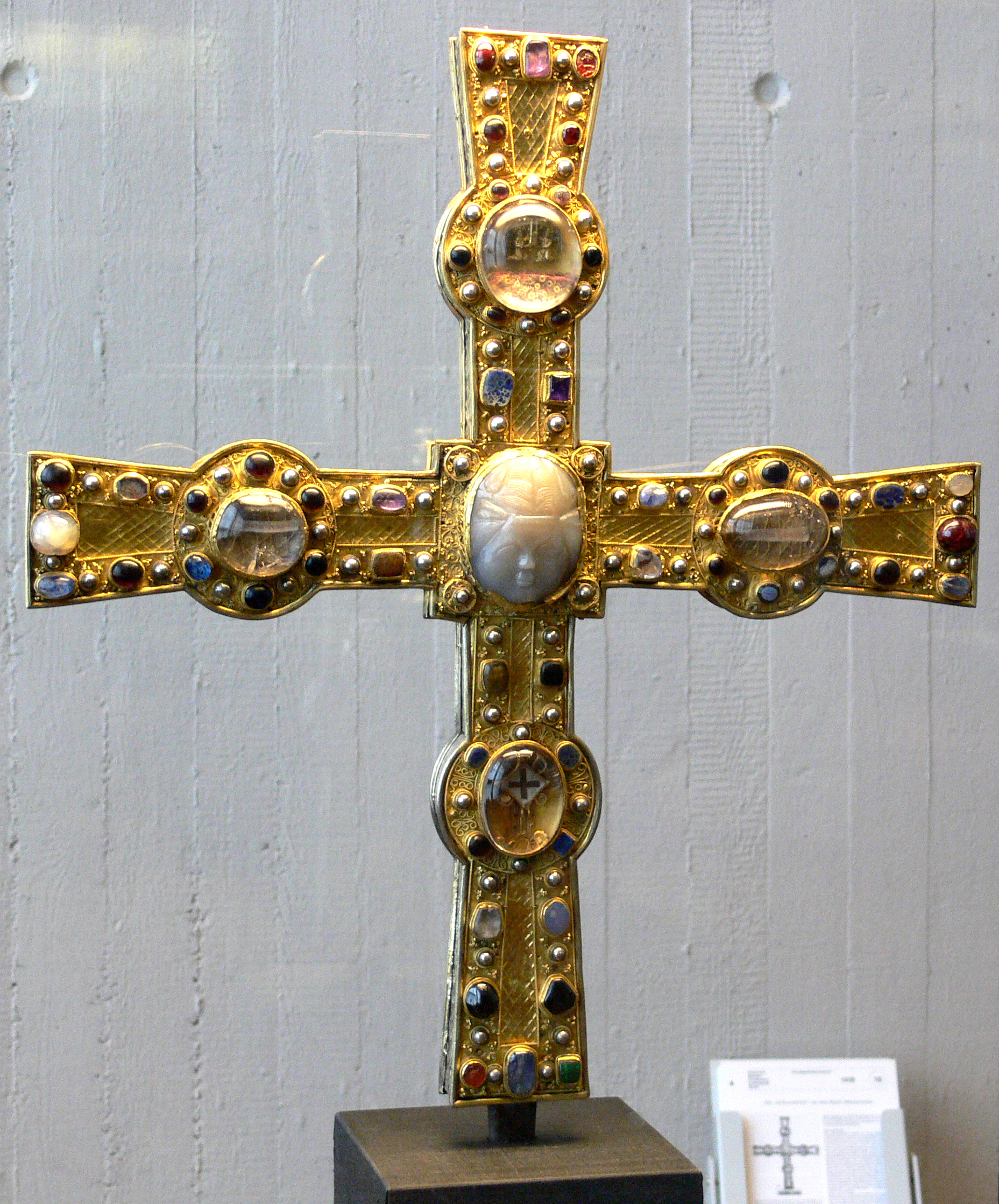
Krzyż Henryka II ok. 1015 r. info
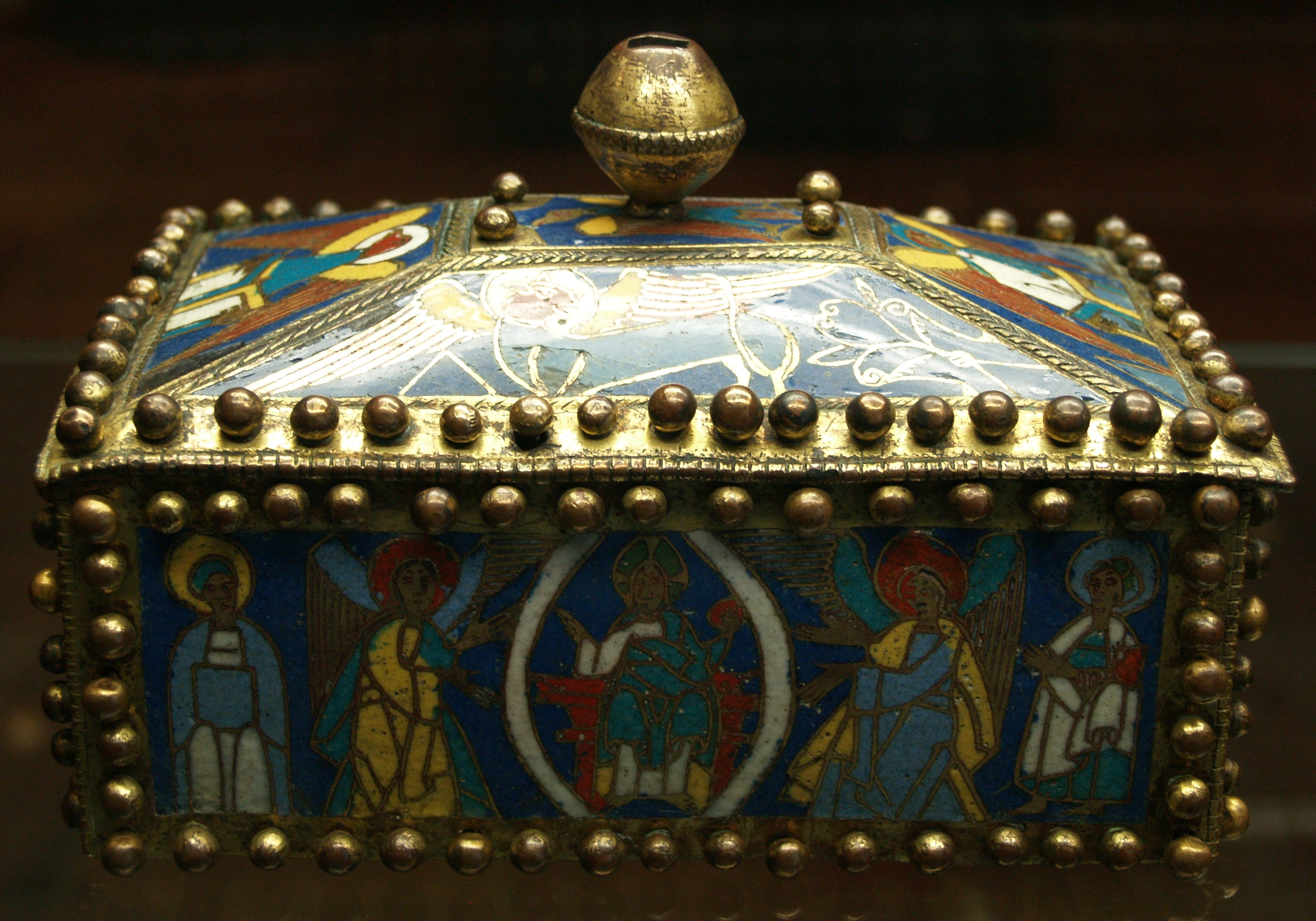
Szkatułka relikwiarzowa ok. 1100-50 r.
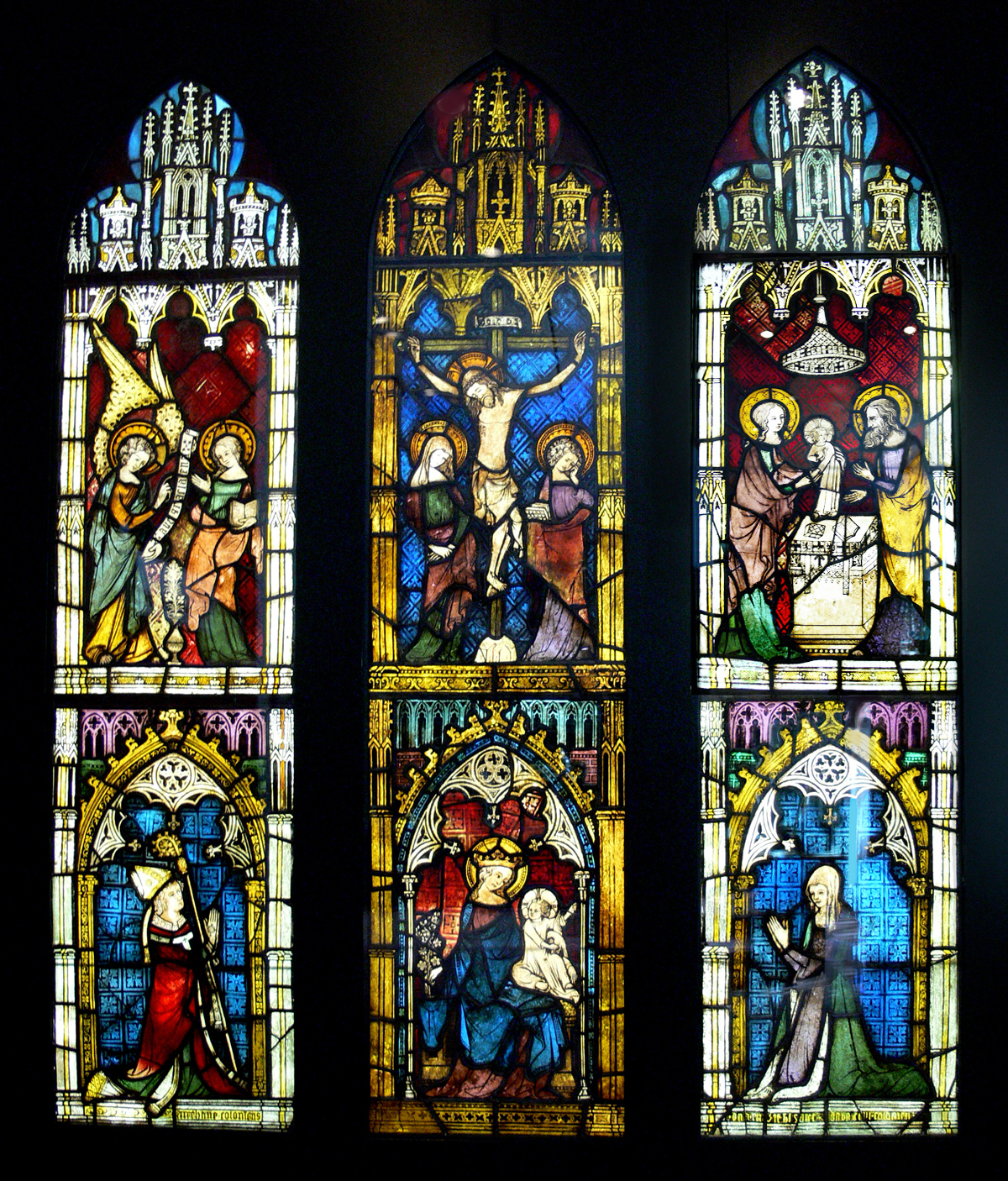
Witraże z kościoła św. Klary w Kolonii XIV w.
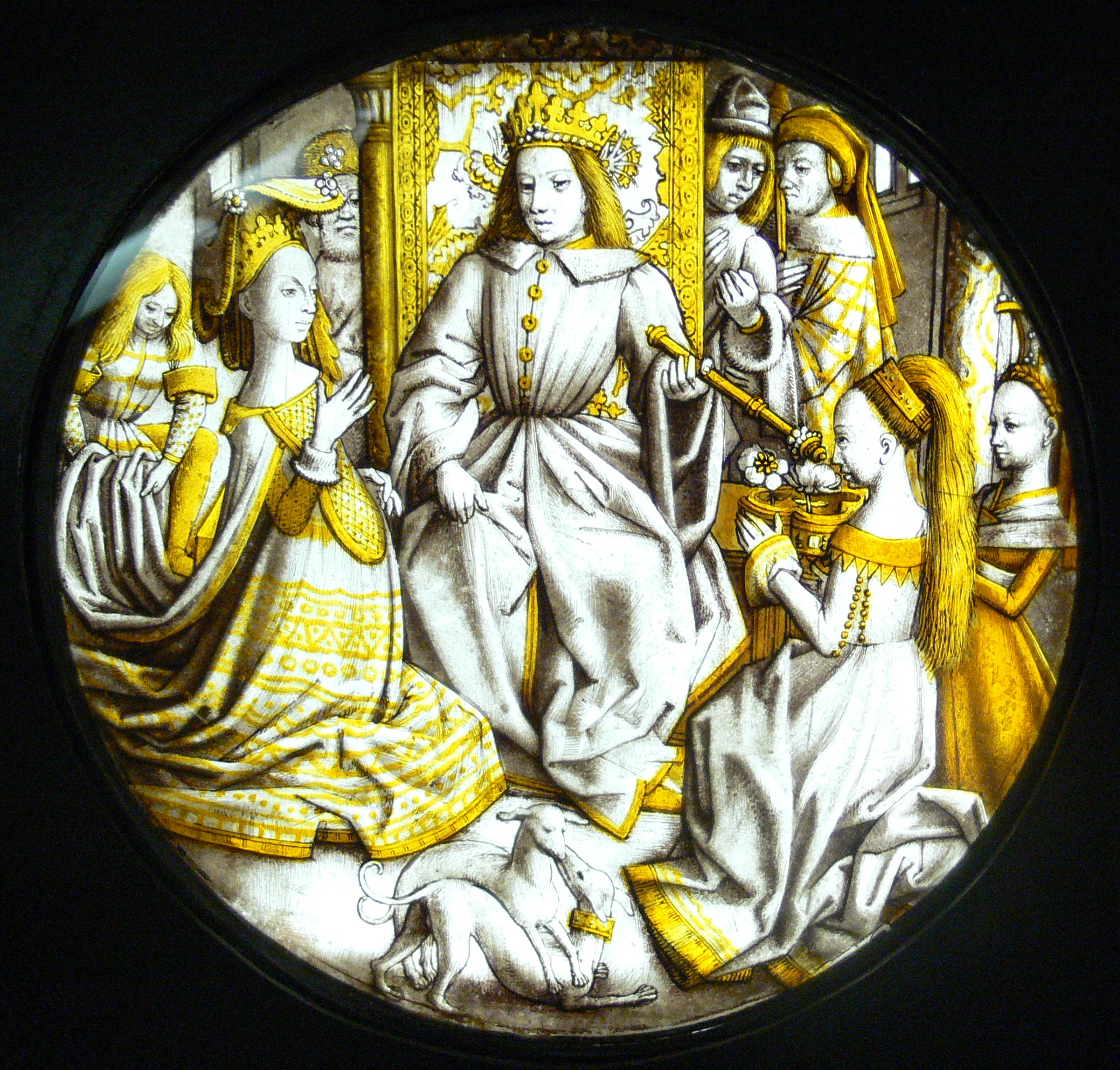
Witraż en grisaille z wizerunkiem tronującego księcia 2 poł. XV w.

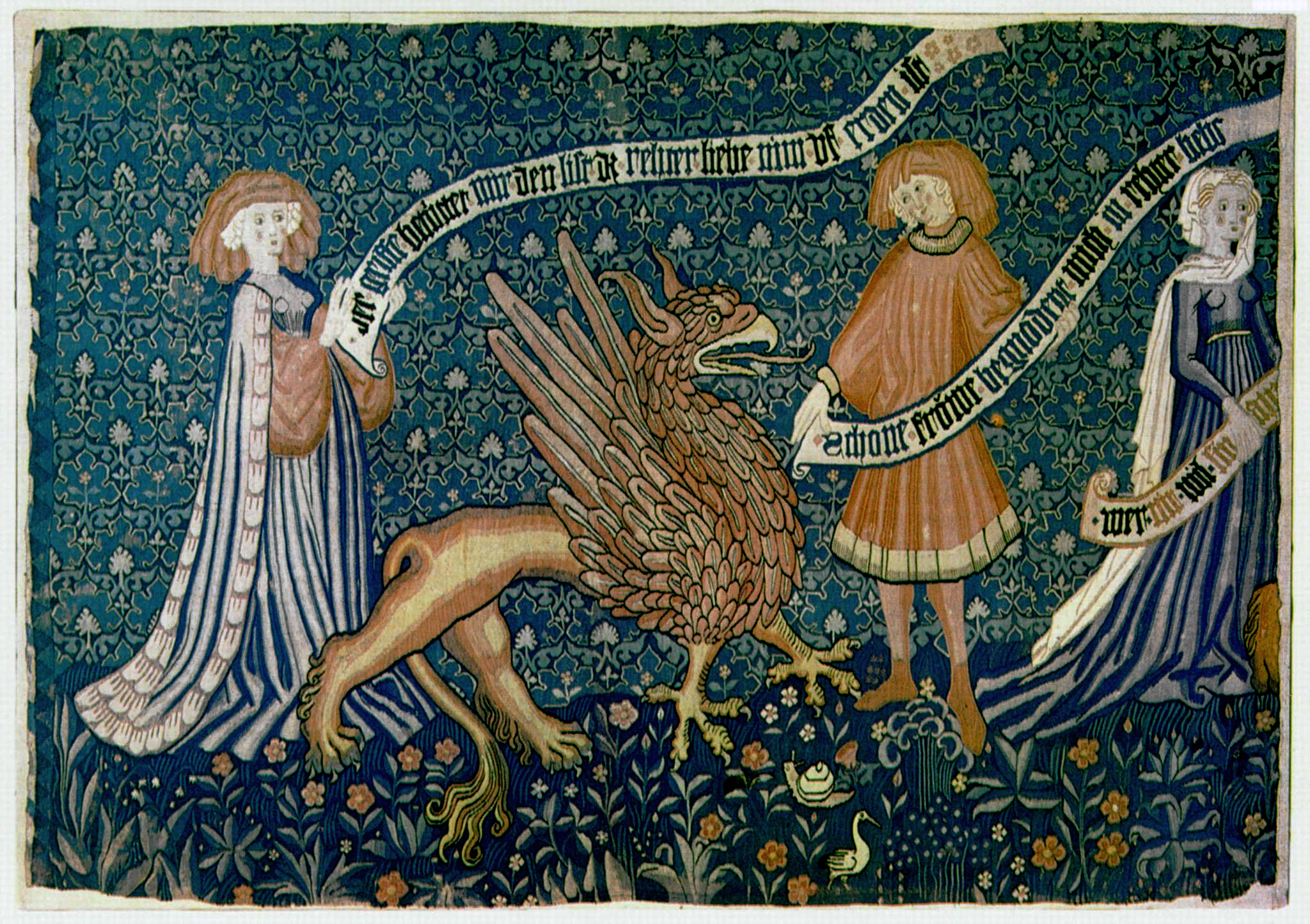
Tapiseria z gryfem Szwajcaria, XV w. info
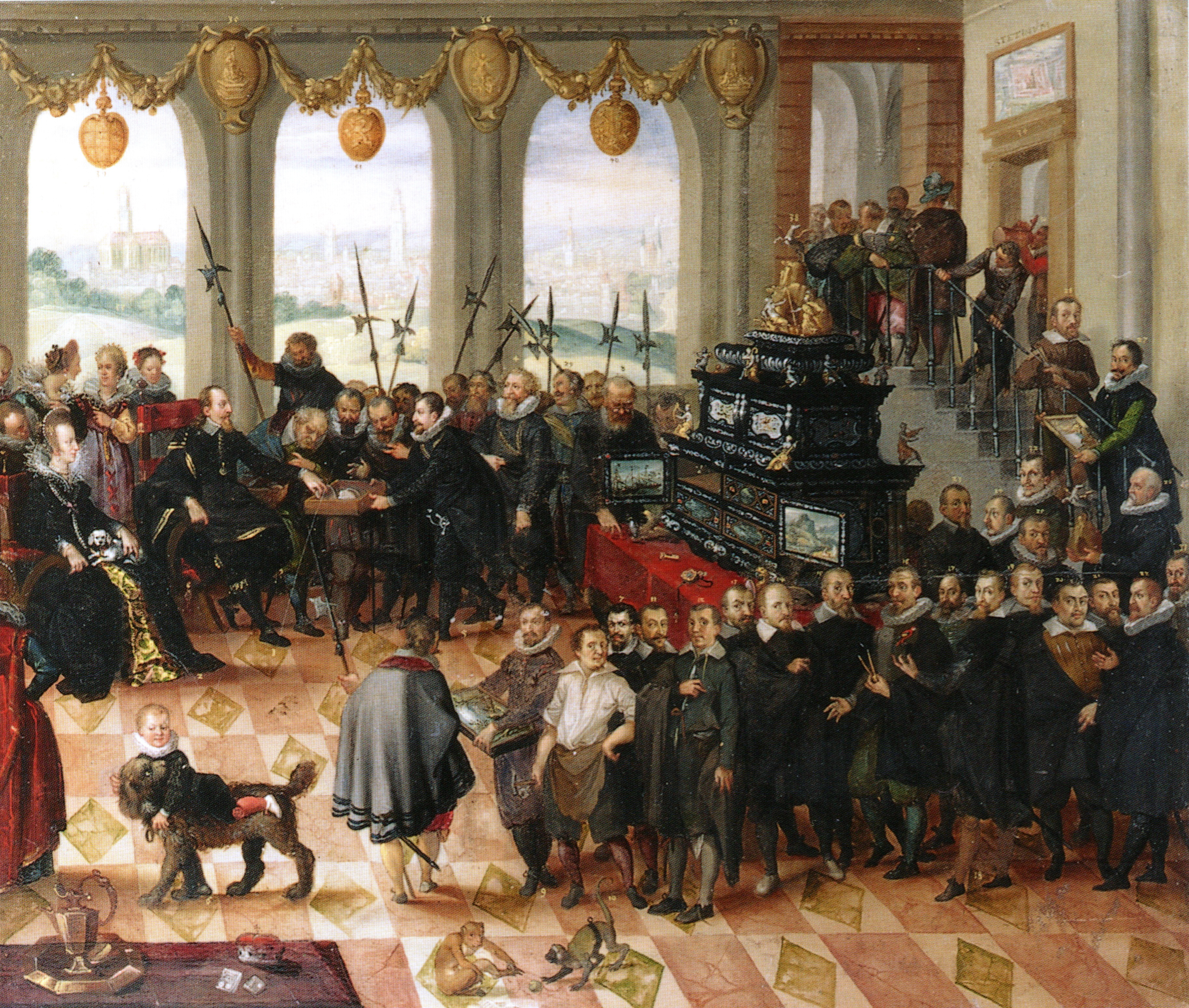
Anton Mozart, Przekazanie Kabinetu Pomorskiego księciu Filipowi II przez Filipa Hainhofera ok. 1607 r. info
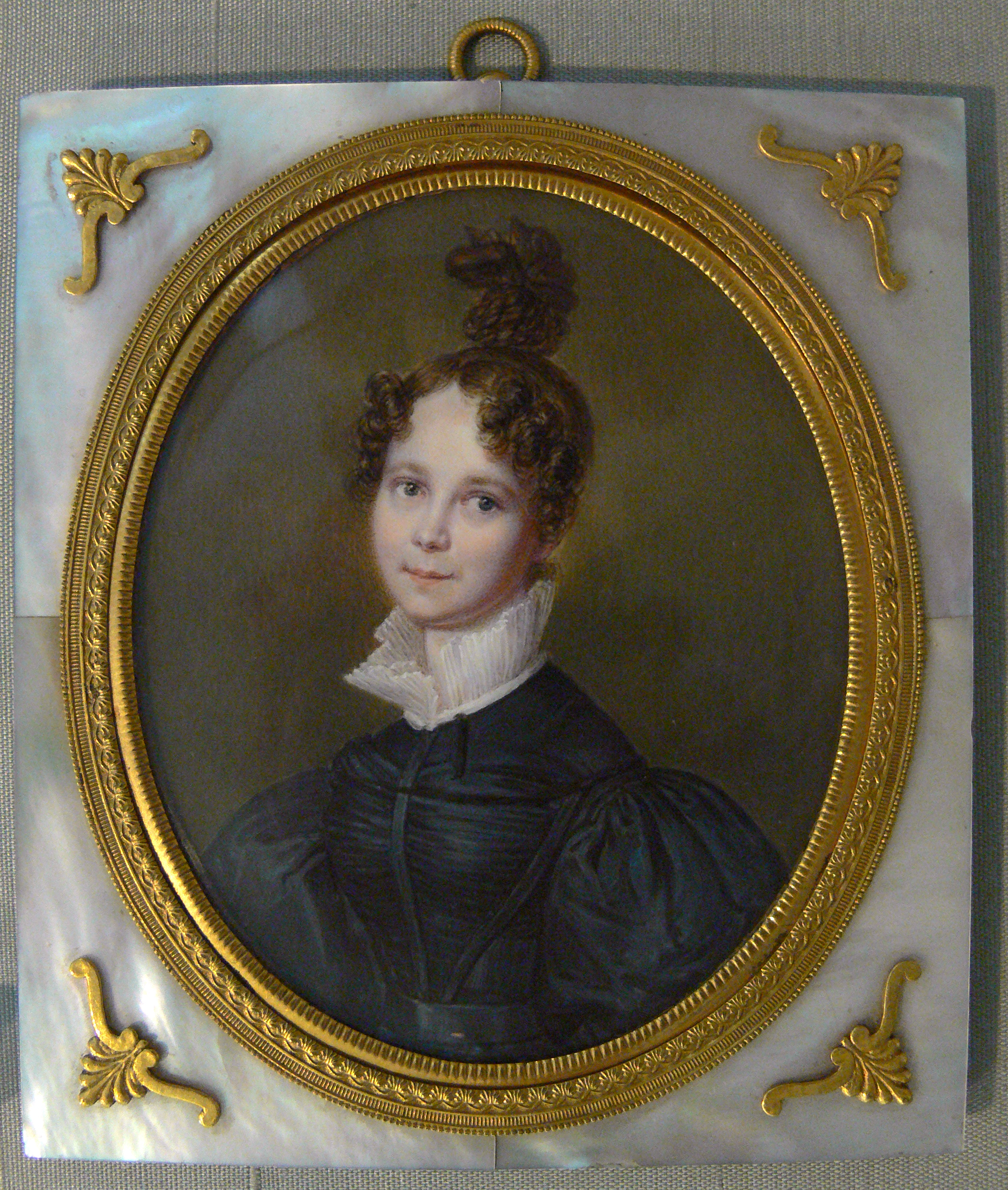
Biedermeierowska miniatura z portretem młodej dziewczyny ok. 1835 r.
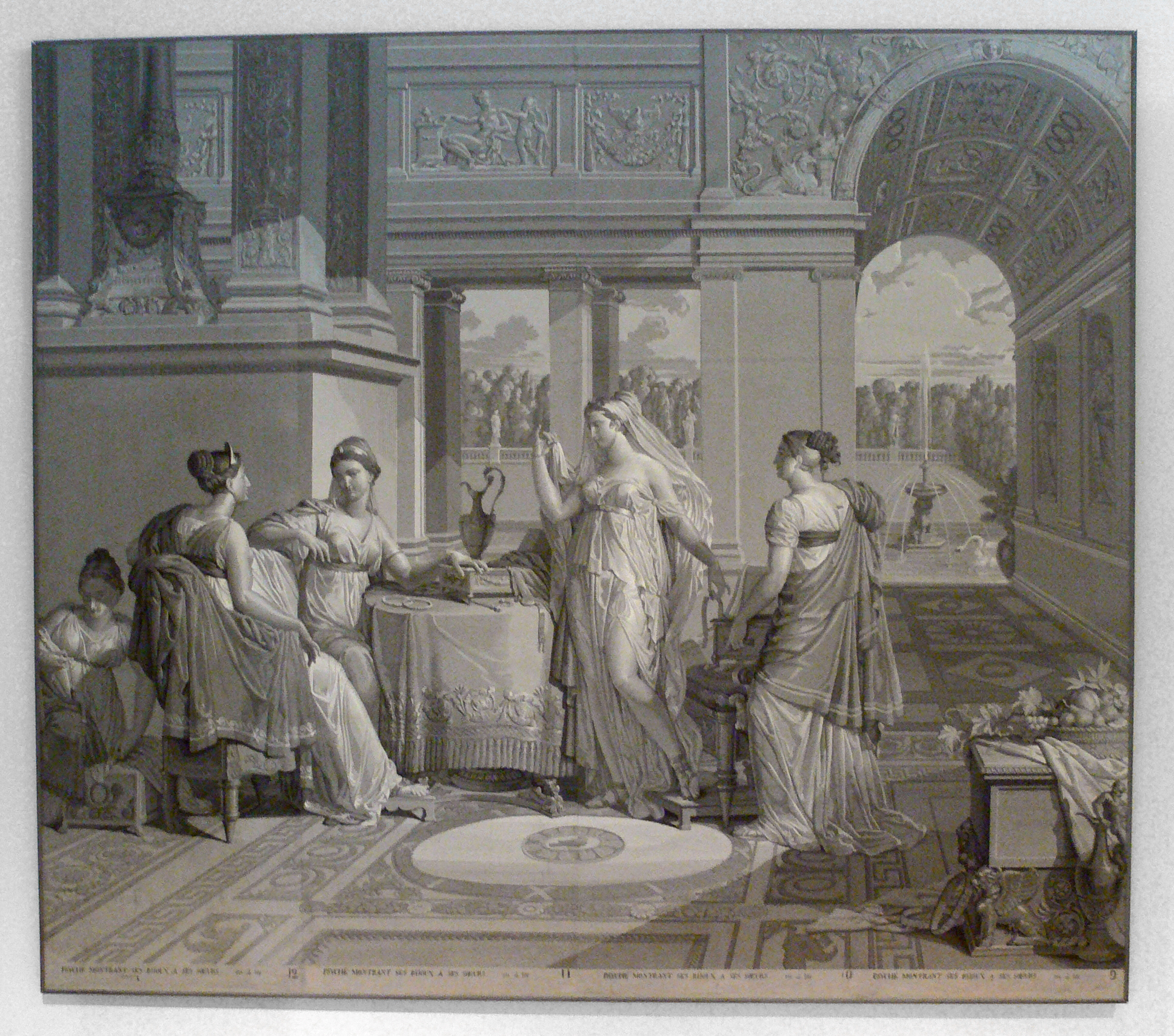
Merry-Joseph Blondel i Louis Lafitte (proj.), manufaktura Dufour w Paryżu (wyk.), Tapeta ze sceną Psyche prezentującej biżuterię siostrze 1815/1816 r.

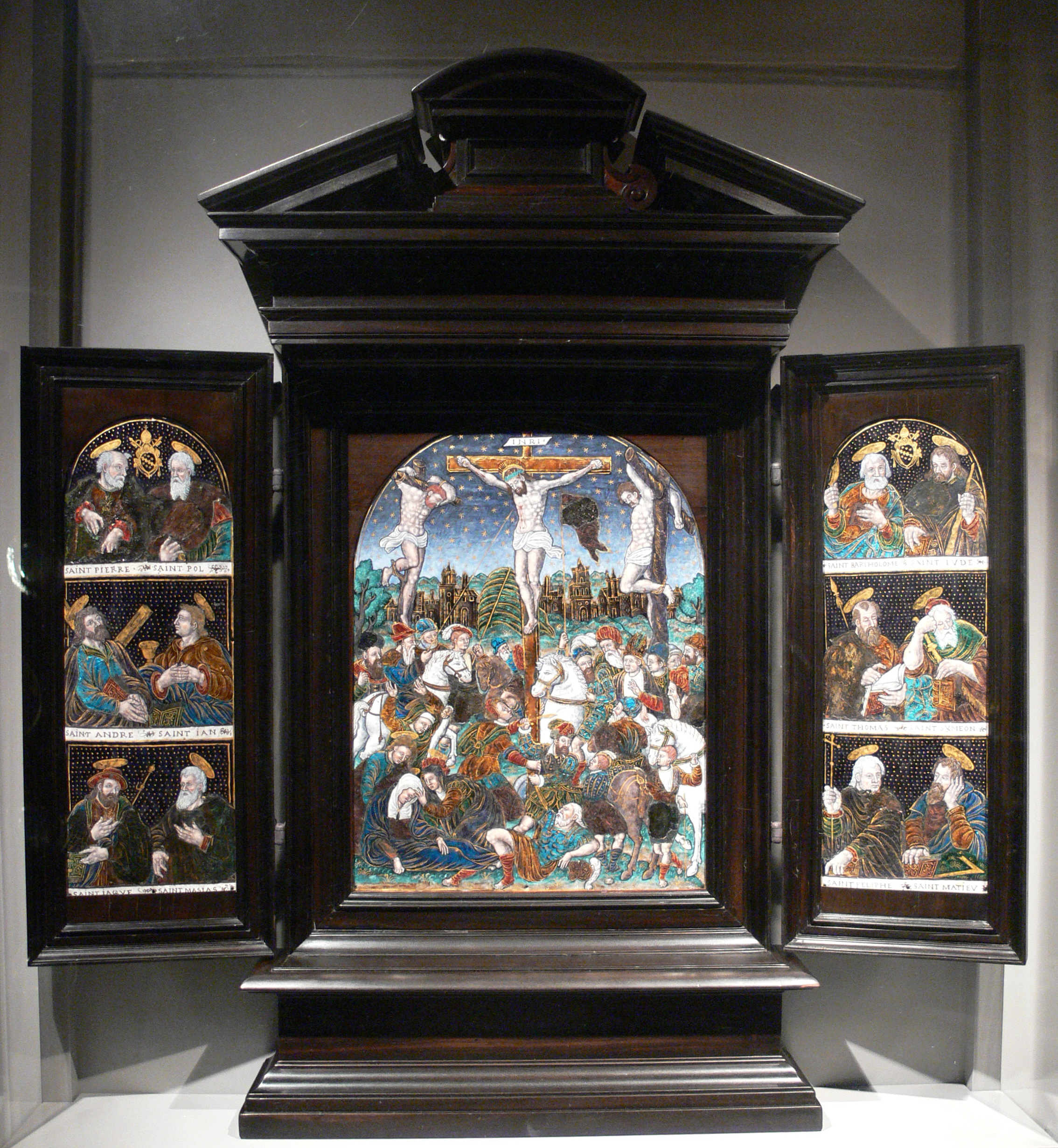
Ołtarzyk z Grupą Ukrzyżowania Limoges, II poł XVI w.
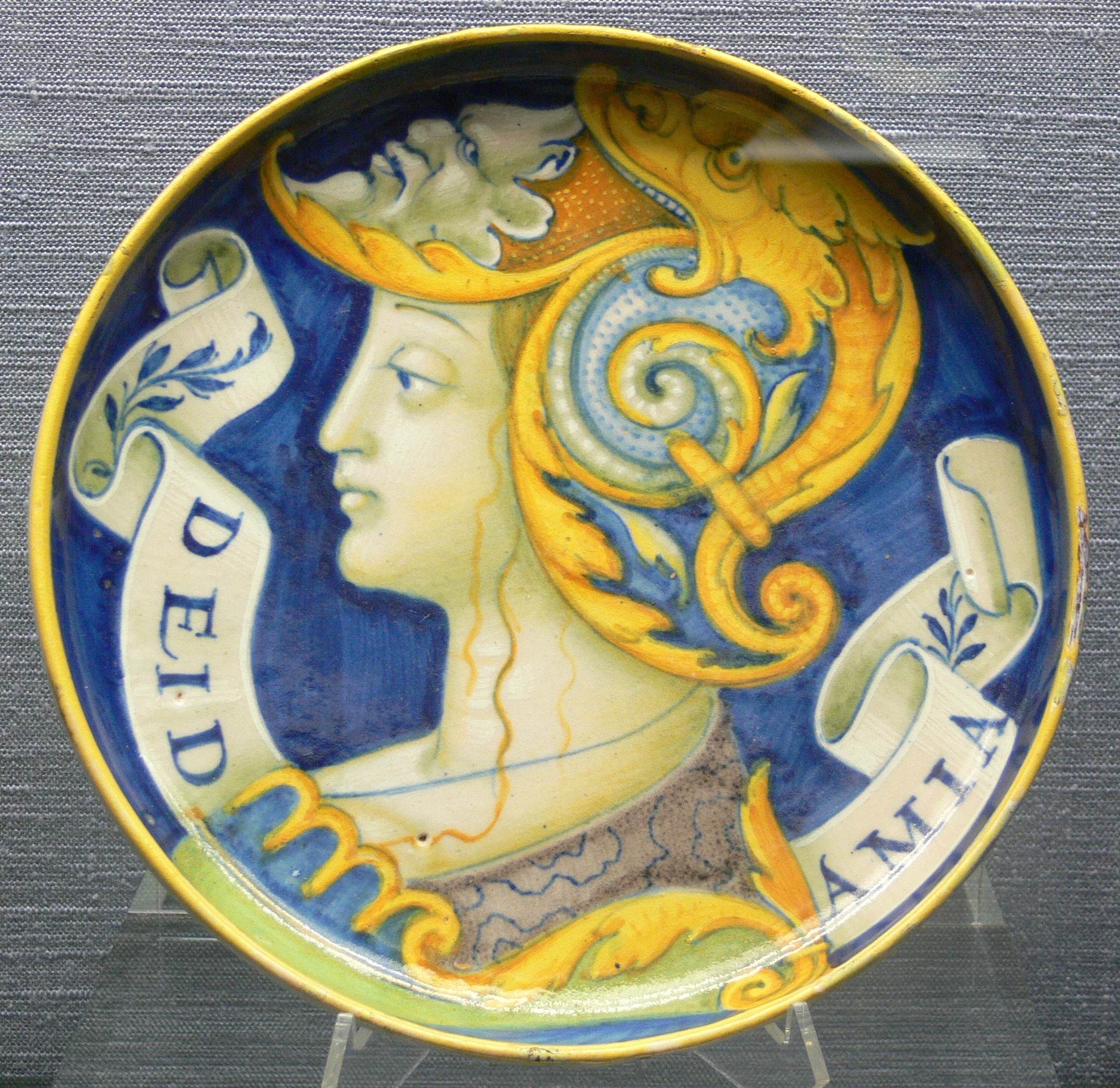
Nicolò da Urbino, talerz z popiersiem Dejdameji ok. 1525 r. info
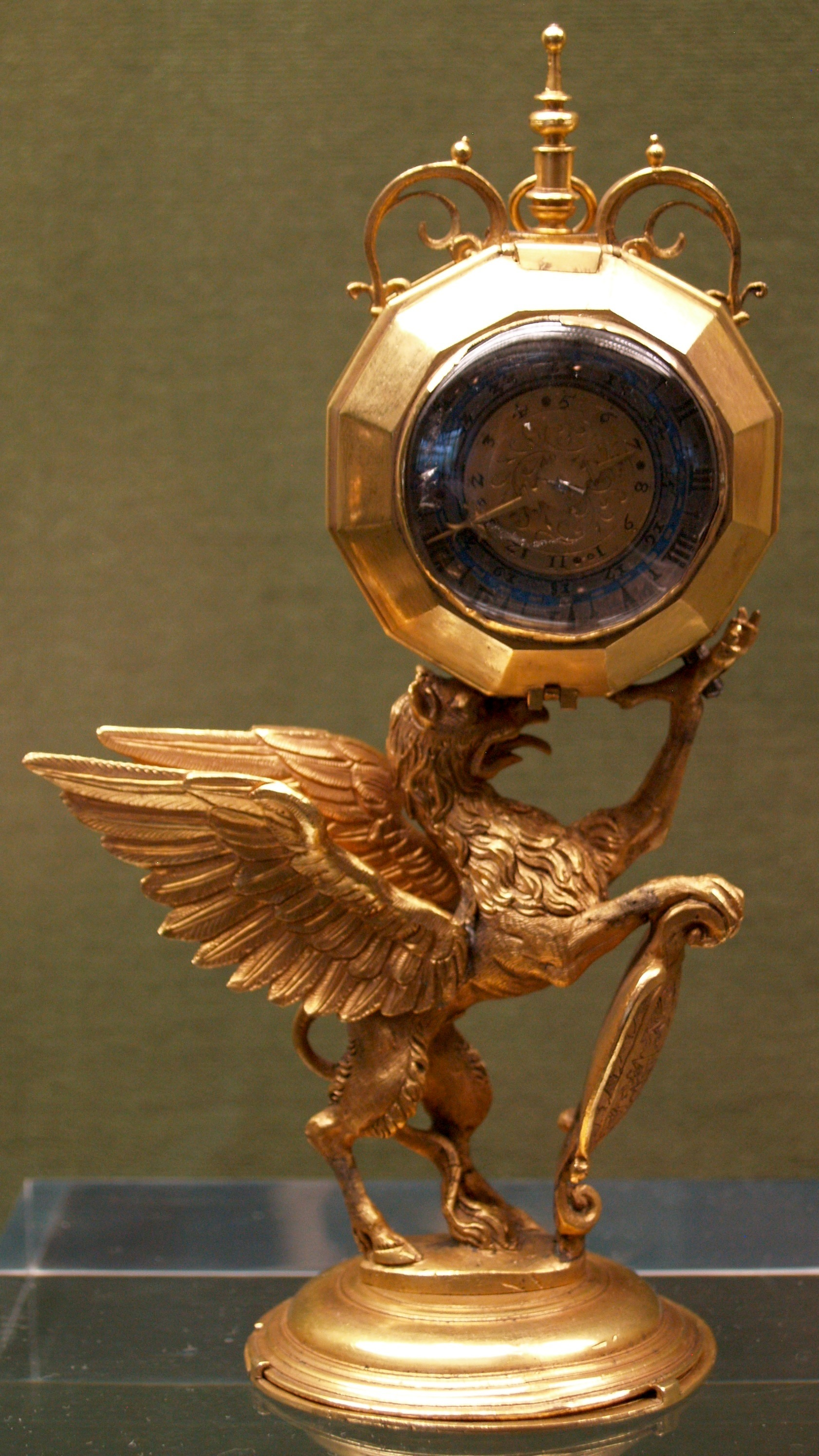
Georg Schmid, Zegar z figurą gryfa 1618 r. info
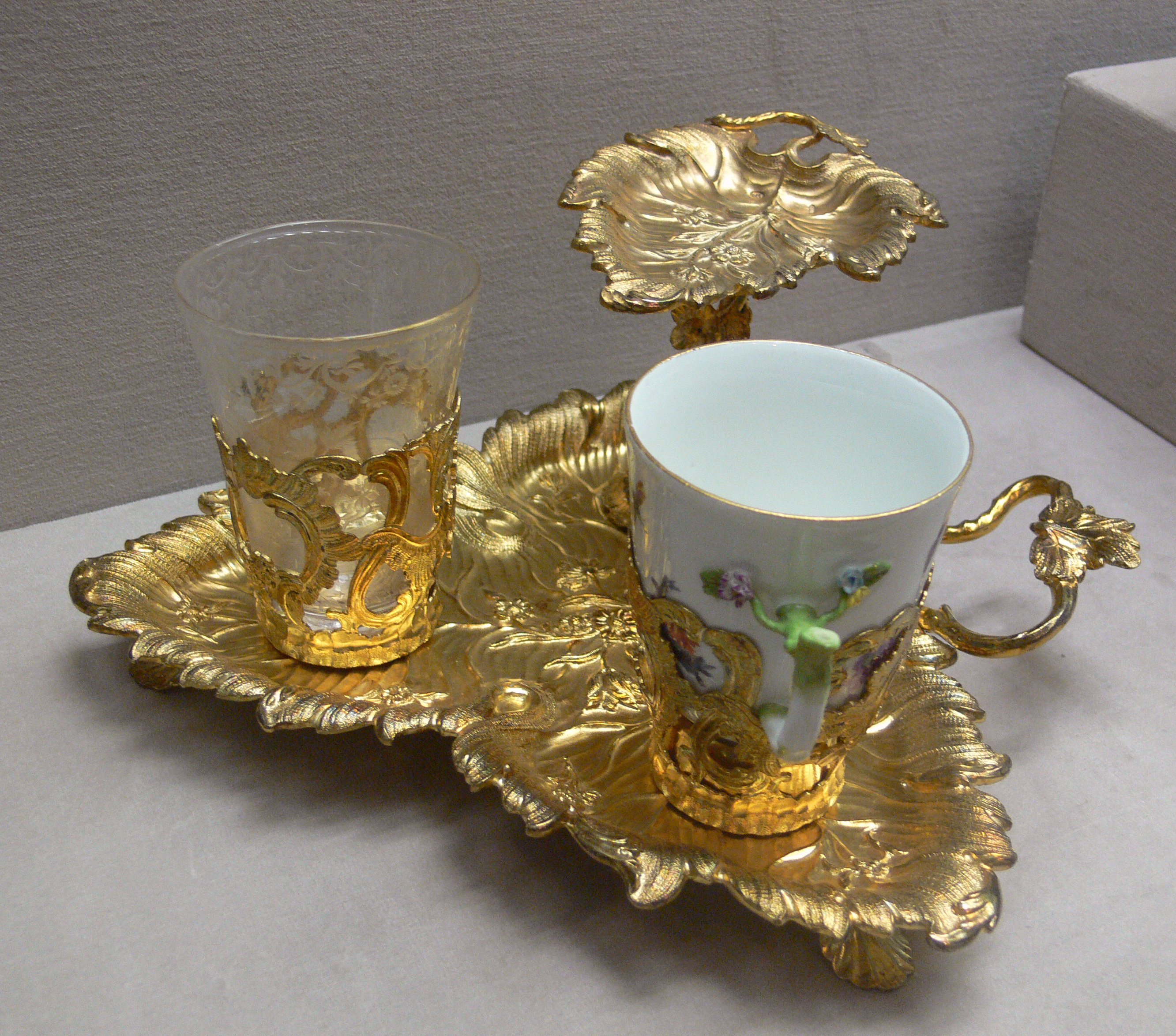
Johann Jakob Adam, Serwis do kawy i deserów 1755–1757